# صراع إيران والسعودية بالوكالة
صراع إيران والسعودية بالوكالة هي حرب بالوكالة بين المملكة العربية السعودية وجمهورية إيران الإسلامية في أكثر من دولة في منطقة الشرق الأوسط. وتعرف أيضا باسم الحرب الباردة في الشرق الأوسط.
بدأت فترة الصراع بعد تدهور العلاقات بين السعودية وإيران بعد الثورة الاسلامية في ايران عام 1979، وقيام الجمهورية الإسلامية الإيرانية، ولازال الصراع مستمرا، مر الصراع بين إيران والسعودية بعدة مراحل أولها المواجهة العلنية في الثمانينيات، والانفراج قصير المدى في التسعينيات، ثم صراع على النفوذ في الشرق الأوسط. حاولت السعودية منذ بداية الحرب الباردة طرح نظرية تشبه مبدأ ترومان، في منافستها مع إيران، وذلك لوضع حصار عليها وإخضاعها.

## الخلفية التاريخية

### الصراع العربي الإيراني
الصراع العربي الإيراني أو الصراع العربي الفارسي هو مصطلح يستخدم للإشارة إلى الصراع الحديث بين دول الجامعة العربية وإيران. بمعنى أوسع يستخدم المصطلح أيضا في الإشارة إلى التوترات العرقية التاريخية التي كانت موجودة لعدة قرون بين العرب والفرس بالإضافة إلى الصراع الطائفي الديني التاريخي بين المسلمين الشيعة والسنة بسبب المملكة العربية السعودية وإيران ما بعد الثورة ترى نفسها على أنها الدول الرائدة للمسلمين السنة والمسلمين الشيعة على التوالي.
النقطة الجديرة بالملاحظة في هذا الصراع هي أن إيران تتمتع بعلاقات إيجابية للغاية مع العديد من الدول العربية مثل العراق وسوريا ولبنان والجزائر وتونس . كما أقامت قطر علاقات عمل وثيقة مع طهران على الرغم من خلافاتهما في الرأي بشأن الحرب الأهلية السورية حيث دعمت إيران وتركيا دولتان غير عربيتين قطر ضد المملكة العربية السعودية ودول الخليج الأخرى في أزمة قطر الدبلوماسية التي استمرت لمدة لمدة تزيد عن العامين. في هذا الصدد غالبا ما يُنظر إلى التنافس والتوتر على أنه بين إيران وممالك دول الخليج العربية (وكلها تتماثل أكثر مع الحكم الثيوقراطي ) مثل دول مجلس التعاون الخليجي وحلفائها: وهي مصر والسودان والأردن والمغرب . أكبر تنافس في الصراع العربي الإيراني هو بين المملكة العربية السعودية وإيران اللتين تشنان حربا بالوكالة ضد بعضهما البعض منذ أواخر السبعينيات.

### الثورة الإيرانية
يمكن إرجاع الصراع بالوكالة إلى الثورة الإيرانية عام 1979 عندما أصبحت دولة إيران الإمبراطورية الملكية المدعومة من الولايات المتحدة جمهورية إسلامية . دعا الثوار إلى الإطاحة بالملكيات والحكومات العلمانية واستبدالها بجمهوريات إسلامية الأمر الذي أثار قلق الممالك العربية التي يديرها السنة في المنطقة مثل المملكة العربية السعودية والعراق البعثي والكويت ودول الخليج العربي الأخرى ومعظمها كانت ملكيات وكان بها جميعا عدد كبير من السكان الشيعة . نشأ المتمردون الإسلاميون في المملكة العربية السعودية عام 1979 ومصر والبحرين عام 1981 وسوريا عام 1982 ولبنان عام 1983.
قبل الثورة الإيرانية كان البلدان يشكلان سياسة "الركيزة المزدوجة" لمبدأ نيكسون في الشرق الأوسط. كانت الأنظمة الملكية وخاصة إيران منذ الانقلاب الذي قادته الولايات المتحدة عام 1953 متحالفة مع الولايات المتحدة لضمان الاستقرار في منطقة الخليج العربي والعمل كحصن ضد النفوذ السوفيتي خلال الحرب العربية الباردة بين المملكة العربية السعودية ومصر تحت حكم جمال عبد الناصر . وكان التحالف بمثابة تأثير معتدل على العلاقات السعودية الإيرانية.
خلال هذه الفترة نصبت المملكة العربية السعودية نفسها على أنها زعيمة العالم الإسلامي مستندة في شرعيتها جزئيا إلى سيطرتها على المدن المقدسة في مكة والمدينة المنورة. وفي عام 1962 قامت برعاية المؤتمر الإسلامي العام الافتتاحي في مكة والذي صدر خلاله قرار بإنشاء رابطة العالم الإسلامي . تكرس المنظمة جهودها لنشر الإسلام وتعزيز التضامن الإسلامي تحت إشراف السعودية وقد نجحت في الترويج للإسلام ولا سيما المذهب الوهابي المحافظ الذي تدعو إليه الحكومة السعودية. كما قادت المملكة العربية السعودية عملية إنشاء منظمة التعاون الإسلامي في عام 1969.
تم تقويض صورة المملكة العربية السعودية كزعيمة للعالم الإسلامي في عام 1979 مع صعود الحكومة الثيوقراطية الجديدة في إيران بقيادة آية الله الخميني الذي تحدى شرعية أسرة آل سعود وسلطتها كخادمة للحرمين الشريفين . هنأ الملك خالد في البداية إيران وذكر أن "التضامن الإسلامي" يمكن أن يكون أساسا لعلاقات أوثق بين البلدين لكن العلاقات ساءت بشكل كبير خلال العقد التالي.

### صراع القطيف
كان السبب المباشر لانتفاضة القطيف في أعقاب الثورة الإيرانية عام 1979 هو موكب الحداد بمناسبة ذكرى عاشوراء الدينية الشيعية والتي كان يُحظر الاحتفال بها علنا في المملكة العربية السعودية. وأدت المسيرات والاحتجاجات التي تلت ذلك إلى تصاعد التوترات مما أدى إلى اشتباكات دامية بين المتظاهرين وقوات الأمن السعودية خلال الأيام القليلة التالية حيث فتحت الأخيرة النار على الأولى. وتلا ذلك سلسلة من الاحتجاجات في الأشهر التالية والتي تضمنت في بعض الأحيان اعتقالات جماعية وأعمال عنف لكنها عكست بشكل أساسي المخاوف المحلية والمجتمعية مثل التمييز والاستغلال وغياب الحريات الأساسية وخيبة الأمل فيما يتعلق بالوعود الفاشلة بالتحديث والتنمية. لم تكن الانتفاضة استجابة مباشرة لدعوة آية الله الخميني للثورة ولكنها كانت مستوحاة من الثورة الإيرانية. شاركت منظمة الثورة الإسلامية في شبه الجزيرة العربية وهي منظمة إقليمية ناشطة كانت لها علاقات مع إيران في أحداث الانتفاضة. وكانت المنظمة تدير محطة إذاعية من إيران وكان لها مكتب في طهران. وشجعت المقاومة الشيعية والمطالبة بمعالجة الاهتمامات الاجتماعية والسياسية.
طوال الثمانينيات ظلت العلاقات بين الشيعة والدولة متوترة مع وجود مئات الناشطين في المنفى مع انتقال المعارضة الشيعية إلى إيران بعد عام 1979 في ظل الظروف ذات الصلة آنذاك. ركز برنامج منظمة الثورة الإسلامية في شبه الجزيرة العربية على النشر وجمع الأموال وبناء حركة اجتماعية في المملكة العربية السعودية من إيران بخطاب غير عنيف ولكنه متطرف ينتقد الحكومة السعودية ويعتبرها غير شرعية. بين عامي 1982 ومنتصف عام 1984 تم اعتقال المئات من المتعاطفين مع منظمة الثورة الإسلامية في شبه الجزيرة العربية بشكل رئيسي بسبب توزيع أدبيات الحركة وكتابة الكتابة على الجدران وجمع التبرعات ومحاولات التعبئة على نطاق واسع حتى عام 1985 عندما أدى اعتقال جماعي إلى تفكيك تنظيمها الداخلي في المملكة العربية السعودية. أدت "حادثة الحج" عام 1987 إلى تفاقم التوترات بين المملكة العربية السعودية وإيران وقررت منظمة الثورة الإسلامية في شبه الجزيرة العربية نقل عملياته خارج إيران لتجنب الوقوع في العداء. رفضت منظمة الثورة الإسلامية في شبه الجزيرة العربية إنشاء جناح عسكري وتنفيذ هجمات في المملكة العربية السعودية ضد الدولة عندما حثها الحرس الثوري الإسلامي على القيام بذلك.
ظهر تنظيم جديد في أعقاب "حادثة الحج" وهو حزب الله الحجاز الذي أبدى استعداده للتحالف مع إيران والانتقام عسكريا. كان هدفه السياسي على المدى الطويل هو إنشاء جمهورية إسلامية في شبه الجزيرة العربية ودعا إلى الإطاحة بالحكومة السعودية من خلال العنف بما في ذلك ضمنيا فصل المنطقة الشرقية من المملكة العربية السعودية. وكان حزب الله الحجاز هو الجناح العسكري لحركة خط الإمام التي تشير إلى أتباع خط الإمام الخميني. وكانت الحركة في البداية ذات طبيعة دينية واجتماعية وثقافية لكنها أصبحت مسيسة بعد ذلك. ولا تزال العلاقات بين الاثنين غير واضحة. وتولى حزب الله الحجاز دور منظمة الثورة الإسلامية في شبه الجزيرة العربية في الطرف الراديكالي من طيف المعارضة الشيعية في المملكة العربية السعودية ودوره في جهود الدعاية الإيرانية ضد المملكة العربية السعودية. وقد نأى الاثنان بأنفسهما عن بعضهما البعض مما أدى إلى تفتيت المعارضة الإسلامية الشيعية السعودية. ونفذ حزب الله الحجاز تفجيرات في المملكة العربية السعودية ردا على "حادثة الحج" مما ساهم في قطع السعودية علاقاتها الدبلوماسية مع إيران في 26 أبريل 1988. وبعد عام 1989 تم إضعاف شبكات حزب الله الحجاز وخط الإمام داخل المملكة العربية السعودية بشدة من خلال اعتقال العديد من قادتها.
في هذه الأثناء خلال حرب الخليج غيرت منظمة الثورة الإسلامية في شبه الجزيرة العربية اسمها إلى حركة الإصلاح الشيعي واستراتيجيتها معها مبتعدة عن الخطاب الإسلامي والشيعي ومتجهة نحو النشاط المؤيد للديمقراطية والمؤيد لحقوق الإنسان مع تركز المعارضة الحكومية في القطيف والمنطقة الشرقية. لعب الشيعة السعوديون دورا مهما في المعارضة لكن خلال حرب الخليج ظلت منظمة الثورة الإسلامية في شبه الجزيرة العربية مخلصة للمملكة العربية السعودية. أصبح التقارب بين المعارضة والحكومة ممكنا بعد وفاة الإمام الخميني وانتهاء حرب الخليج مع استعادة العلاقات الدبلوماسية بين إيران والمملكة العربية السعودية في 26 مارس 1991. عارض حزب الله الحجاز اتفاق عام 1993 بين الدول ذات الأغلبية الشيعية. المعارضة والحكومة حتى عندما أطلقت الحكومة سراح السجناء السياسيين الشيعة ومنحت العفو لمن يعيشون في المنفى بحجة أنها لن تدعمها إلا إذا أمكن تحقيق مكاسب حقيقية للشيعة. وقد اكتسبت حركة خط الإمام شهرة لفترة وجيزة قبل ثورة الخبر عام 1996. تفجيرات الأبراج عندما أصيب بعض الشيعة بخيبة أمل من الاتفاقية. وبعد الهجوم على أبراج الخبر عام 1996 نفذت حملة اعتقالات جماعية واسعة النطاق أدت إلى سجن العديد من أعضائها والأفراد المرتبطين بها وأعضاء حزب الله الحجاز حتى عندما نفى التنظيم تورطه. ومع ذلك تعهدت بمواصلة نضالها ضد الحكومة ونددت باتفاق 1993 حتى لو تم اعتقال معظم أعضائها.
حافظت إيران على نفوذها على حزب الله الحجاز لكن التيار السائد من الشيعة السعوديين نأى بنفسه عنه بمجرد أن قبلت الحكومة السعودية حركة الإصلاح الشيعي كممثل لها. ومع ذلك فإن الإصلاحات السياسية والاعتراف الكامل بالشيعة السعوديين كمواطنين سعوديين ودمجهم في الدولة لم تتحقق. كانت التوترات في المنطقة الشرقية تتصاعد منذ سنوات واندلعت خلال الربيع العربي عام 2011 لكنها ظلت محصورة في القطيف والمنطقة الشرقية داخل المملكة العربية السعودية. وانحاز ممثلو الشيعة وقادتهم وأعيانهم ومن بينهم خط الإمام إلى جانب الحكومة وطلبوا من السكان وقف الاحتجاجات للحفاظ على السلام الطائفي وهو ما حدث في النهاية. ورافقت الاحتجاجات اعتقالات وأعمال عنف وطالبت بالديمقراطية ووحدة الإسلام والإفراج عن السجناء السياسيين. تم التشكيك في ولاء الشيعة وألقت الدولة السعودية باللوم على إيران.

### صراع خوزستان
وسط الثورة الإيرانية والأزمة السياسية التي تلت ذلك رأى الانفصاليون الخوزستانيون في مدينة الأهواز فرصة لتحقيق أهدافهم لكن النظام الجديد سحق هذه المحاولة. في البداية طالبت الاحتجاجات بوقف التمييز ضد العرب الإيرانيين وتضمنت مظالم أخرى طويلة الأمد لكن التوترات تصاعدت ومات مائة عربي في أعمال الشغب الناتجة. وفي أبريل 2005 اندلعت أعمال شغب واشتباكات بين المتظاهرين وقوات الأمن في الأهواز مرة أخرى. وكان سبب الضجة هو نية الحكومة المزعومة لتغيير التركيبة العرقية لخوزستان. حركة النضال العربي لتحرير الأهواز في خوزستان هي منظمة إرهابية إسلامية انفصالية عرقية قومية تسعى إلى إنشاء دولة عربية داخل إيران وتشجع وتشارك في الكفاح المسلح ضد الدولة الإيرانية مع دول أخرى مماثلة في المنطقة. تأسست سرا في عام 1999 وتم الإعلان عن وجودها علنا في عام 2005. ونفذ جناحها المسلح كتائب محي الدين ناصر سلسلة من الهجمات استمرارا لاحتجاجات عام 2005 في الأهواز والتي بدأت في 12 يونيو 2005 عندما هاجمت مؤسسات عامة و وبلغت ذروتها في 24 يناير 2006 عندما نفذوا هجوما على أحد البنوك في الأهواز. وتتمتع حركة النضال العربي لتحرير الأحواز بدعم مالي من المملكة العربية السعودية من بين دول أخرى وتضع نفسها على وجه التحديد في سياق الصراع السعودي الإيراني بالوكالة من خلال التأكيد على طبيعتها الطائفية لكسب رعاة من العالم العربي. وأكدت السلطات الدنماركية تورط السعودية في رعايته. غادر قادتها إيران في عام 2006 وأعيد تنظيمهم في الاتحاد الأوروبي واستمروا في تنفيذ هجمات إرهابية ضد الدولة الإيرانية مع هجمات على الحرس الثوري الإسلامي والبنية التحتية النفطية الإيرانية. يُزعم أنهم ارتكبوا تفجيرا في عام 2013 في الأهواز وكانت آخر عمليتهم هي مهاجمة عرض عسكري في عام 2018.

### الحرب بين إيران والعراق
بدأت الحرب العراقية الإيرانية في 22 سبتمبر 1980 عندما غزا العراق تحت حكم صدام حسين إيران وانتهت في 20 أغسطس 1988 عندما قبلت إيران وقف إطلاق النار الذي توسطت فيه الأمم المتحدة . أراد العراق أن يحل محل إيران كدولة مهيمنة في الخليج العربي وكان قلقا من أن الثورة الإيرانية عام 1979 ستقود الأغلبية الشيعية في العراق إلى التمرد ضد الحكومة البعثية . كما جاءت الحرب في أعقاب تاريخ طويل من النزاعات الحدودية وخطط العراق لضم مقاطعة خوزستان الغنية بالنفط والضفة الشرقية لشط العرب.
حاول صدام حسين الاستفادة من الاضطرابات الثورية في إيران وقمع الثورة في مهدها. خوفا من موجة ثورية محتملة يمكن أن تهدد استقرار العراق وتشجع سكانه الشيعة أشعل العراق الحرب الإيرانية العراقية التي استمرت ثماني سنوات وقتلت مئات الآلاف. وبحسب ما ورد حصل صدام على الدعم السعودي للمجهود الحربي العراقي خلال زيارة قام بها إلى المملكة العربية السعودية في أغسطس 1980. كان هذا بالإضافة إلى الدعم المالي والعسكري الذي تلقاه العراق من القادة المجاورين في المملكة العربية السعودية ومصر والكويت والأردن وقطر والإمارات العربية المتحدة وذلك جزئيا للتحوط من القوة الإيرانية ومنع انتشار ثورتها.
على الرغم من أن العراق كان يأمل في الاستفادة من فوضى إيران ما بعد الثورة إلا أنه أحرز تقدما محدودا وتم صده بسرعة واستعادت إيران تقريبا كل الأراضي التي فقدتها بحلول يونيو 1982. وعلى مدى السنوات الست التالية كانت إيران في موقف هجومي حتى قرب نهاية الحرب.
كان للدعم الأميركي للعراق خلال الحرب آثار عميقة على إيران. إن دفاع الولايات المتحدة عن صدام ودورها في عرقلة التحقيقات في استخدام العراق للأسلحة الكيميائية ضد الجنود والمدنيين الإيرانيين أقنع إيران بمواصلة برنامج الأسلحة غير التقليدية الخاص بها . كما استخدمت الحكومة العداء الأمريكي لتبرير سياساتها الخارجية والمحلية بما في ذلك برنامجها النووي وقمع المعارضة الداخلية.
بصرف النظر عن الحرب الإيرانية العراقية انخرطت إيران والمملكة العربية السعودية في منافسة متوترة في أماكن أخرى ودعمتا الجماعات المسلحة المتعارضة في الحرب الأهلية اللبنانية والحرب السوفيتية الأفغانية وصراعات أخرى. بعد الحرب الباردة واصلت إيران والمملكة العربية السعودية دعم الجماعات والمنظمات المختلفة على أسس طائفية كما هو الحال في أفغانستان واليمن والعراق .
بعد ثماني سنوات أدى التعب من الحرب والمشاكل الاقتصادية وانخفاض الروح المعنوية والإخفاقات العسكرية الإيرانية المتكررة والنجاحات العراقية الأخيرة واستخدام العراق لأسلحة الدمار الشامل ونقص التعاطف الدولي وزيادة التوتر العسكري بين الولايات المتحدة وإيران إلى وقف إطلاق النار الذي توسطت فيه الامم المتحدة.
تمت مقارنة الصراع بالحرب العالمية الأولى من حيث التكتيكات المستخدمة بما في ذلك حرب الخنادق واسعة النطاق بالأسلاك الشائكة الممتدة عبر خطوط دفاعية محصنة ومواقع المدافع الرشاشة المأهولة ورسوم الحربة وهجمات الموجات البشرية الإيرانية والاستخدام المكثف للأسلحة الكيميائية من قبل القوات المسلحة الإيرانية. العراق وفي وقت لاحق شن هجمات متعمدة على أهداف مدنية. يمكن رؤية سمة خاصة للحرب في عبادة الشهيد الإيرانية التي تم تطويرها في السنوات التي سبقت الثورة. أدت الخطابات حول الاستشهاد التي تمت صياغتها في السياق الشيعي الإيراني إلى تكتيكات "هجمات الموجات البشرية" وبالتالي كان لها تأثير دائم على ديناميكيات الحرب.

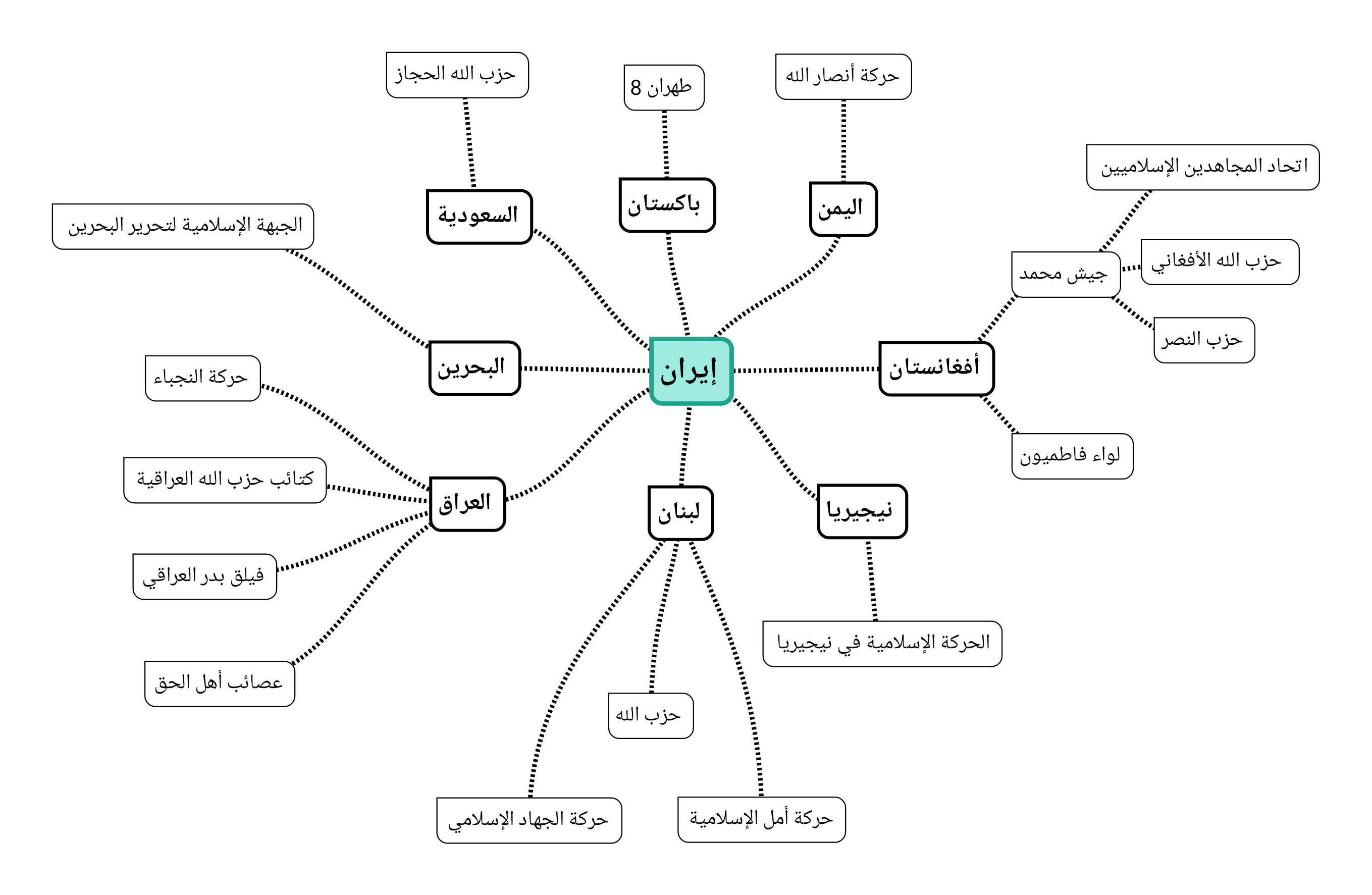
أذرع الدولة الإيرانية في باقي دول منطقة الخليج

### انتفاضة محرم
حاولت جمهورية إيران الإسلامية في البداية التأثير على دول الجوار وخاصة العراق ودول الخليج. و من الأحداث المتأثرة بالثورة الإسلامية الإيرانية ما عرف بأحداث انتفاضة محرم في المنطقة الشرقية بالمملكة العربية السعودية في نوفمبر 1979، وكانت خلفها منظمة الثورة الإسلامية في شبه الجزيرة العربية. عندما تدخلت قوى الأمن الداخلي السعودي وجنود من الحرس الوطني لتفرقة التجمعات المشاركة في مواكب عاشوراء في القطيف، تحولت الانتفاضة إلى مصادمات عنيفة، بعد أن قرر الشيعة المقاومة وسادت حالة من الهياج والتي ما لبثت أن انتشرت في أجزاء أخرى من القطيف والأحساء. وأنتهت بقمع المظاهرات والسيطرة على المنطقة. وإستضافت إيران في تلك الفترة بعض المعارضين السعوديين الشيعة داخل أراضيها.

### خط فهد
خط فهد هو خط وهمي مثل خط بارليف وضع أثناء حرب الخليج الأولى، وهو عبارة عن منطقة اعتراض جوي خارج المياه الإقليمية السعودية رسمته السعودية في منتصف الخليج العربي وأعطى الملك فهد توجيهاته بإسقاط أي طائرة معادية تحاول اختراقه. وفي 5 يونيو عام 1984، أثناء حرب الخليج الأولى، إخترقت طائرة من نوع إف-4 فانتوم الثانية تابعة للقوات الجوية الإيرانية خط فهد أو المجالَ الجوي السعودي، فقامت طائرة إف-15 تابعة للقوات الجوية الملكية السعودية بإسقاطها.
وفي محاولة لاختبار قوة الإرادة، أرسل كل طرف المزيد من طائراته المتحفزة للاشتباك، وبدا كما لو أن معركة جوية كبيرة توشك أن تقع. ولكن السلطات الإيرانية، أمرت جميع طائراتها بالعودة إلى قواعدها قبل أن يستفحل الأمر. وانتهاء الاشتباك بتدمير 3 طائرات إيرانية، ولم تحاول إيران بعدها الاقتراب من الأجواء السعودية.

### رياح الشرق

صواريخ من طراز دونج فينج (دي اف - 3) في مسيرة عرض في ختام المناورات العسكرية التي حملت اسم سيف عبد الله.

قامت إيران والعراق في عام 1985، بتوسيع نطاق الحرب بينهما، حين أطلق كل جانب عشرات الصواريخ على المراكز المأهولة بالسكان في الجانب الآخر، وعُرِفَ ذلك القصف بحرب المدن، قرر الملك فهد الحصول على صواريخ باليستية لتخويف إيران وإبعادها عن الخليج، وبدأ تنفيذ مشروع سرِّي تامّ للحصول على صواريخ باليستية صينية في السعودية. فقام الملك فهد بإرسال خالد بن سلطان، و المقدم عبد الله السويلم إلى بكين. وتم شراء صواريخ رياح الشرق وتم شحن الصواريخ والمعدات اللازمة من الصين إلى السعودية في سرِّيه تامة، وإرسال عدد من الضباط والأفراد إلى الصين للتدريب على استخدام السلاح الجديد. وكان لا بد من مواصلة تدريبهم في السعودية لشهور أخرى بعد انتهاء تلك الدورات في الصين فأنشأت السعودية مركز تدريب في الصحراء بعيداً عن الأنظار، ولم يكن يسمح للمتدربين بمغادرة المركز بعد وصولهم إليه. ولكن كان يسمح لهم بالاتصال بذويهم وعائلاتهم بين فترة وأخرى، لكن جميع المكالمات كانت تخضع للرقابة الصارمة لمنع تسرب أية معلومات. ولم يتم إظهار الصواريخ إلى العلن إلا في مناورات سيف عبد الله عام 2011.

### أحداث مكة
في عام 1986، اكتشفت السعودية عددا من الحجاج الإيرانيين القادمين لمطار جدة يخفون في حقائبهم مادة شديدة الانفجار وتُعرف باسم سي فور، وخلال تفتيش رجال الجمارك لـ95 حقيبة تم ضبط ما يعادل 51 كغ من هذه المادة المتفجرة وقد سجلت اعترافاتهم وبثت على التلفزيون السعودي.هاشمي رفسنجاني تحدث في مذكراته عن يوم 11 أغسطس لعام 1986 قائلاً: السيد بشارتي أحد الوزراء الإيرانيين آنذاك أخبر حكومته عن إعلان السعودية احتجاز بعض الحجاج الإيرانيين الذين كانوا يحملون في حقائبهم بعض المتفجرات. يضيف هاشمي رفسنجاني أن السعودية حينها أفرجت عن 110 من 113 حاجًا اعتقلتهم أجهزتها الأمنية. بعد هذه الحادثة أرسل مهدي كروبي رئيس البرلمان حينها برقية شكر لملك السعودية.السيد موسوي رئيس الوزراء آنذاك كتب في نص استقالته السرية حينها: بعد فضح أمر المتفجرات مع فوج الحجيج الإيرانيين في السعودية، تم إخباري بالقصة، للأسف الشديد على الرغم من الضرر الكبير الذي تُسببه عمليات كهذه لبلادنا، فإن احتمال حدوثها موجود في أي وقت. واضطر السيد مهدي كروبي أن يبعث برقية للملك فهد تهدئ الأمور. حسين علي المنتظري والذي كان حينها الخليفة المنتظر للخميني كتب رسالة لأحمد لخميني يقول فيها: 

جيش الثورة يقوم بأعمال خاطئة ويستخدم حقائب 100 حاج من كبار السن الإيرانيين ليضع فيها متفجرات دون علمهم، بشكل وضع إيران وثورتها في موقف شديد الحرج.
 يجيب حينها أحمد الخميني: 
هل توجد أساليب أخرى للقيام بأي عمل ثوري في مكة غير ما حدث؟ هذه الخطط تنجح أحيانا ولا تنكشف. لا يعني هذا موافقتي على ما حدث. لكنه أسلوب متبع في هكذا صراعات.
 في 31 يوليو عام 1987، أقام الحجاج الإيرانيون طبق المعتاد مظاهراتهم مرددين شعارات الموت لأمريكا والموت لإسرائيل، لكن قوات الأمن الداخلي السعودي هذه المرة فتحت النار على الحجاج، لتقتل 402 شخصًا، 275 حاجًا إيرانيًا، 85 رجل أمن، و45 من الحجاج من جنسيات الأخرى. على إثر الحدث الجلل أغلقت السعودية سفارتها في إيران، لتنهي علاقتها الدبلوماسية معها تماما ويبدأ عهد آخر أكثر صراحة في العداء. وفي يوليو 1989، حدث انفجارين الأول في أحد الطرق المؤدية للحرم المكي، والآخر فوق الجسر المجاور للحرم المكي، ونتج عن ذلك وفاة شخص واحد وإصابة ستة عشر آخرين. وتم إعدام 16 شيعيا كويتيا اتهموا بأنهم منفذو الاعتداء في 21 سبتمبر (أيلول).

## التسلسل الزمني

### الربيع العربي

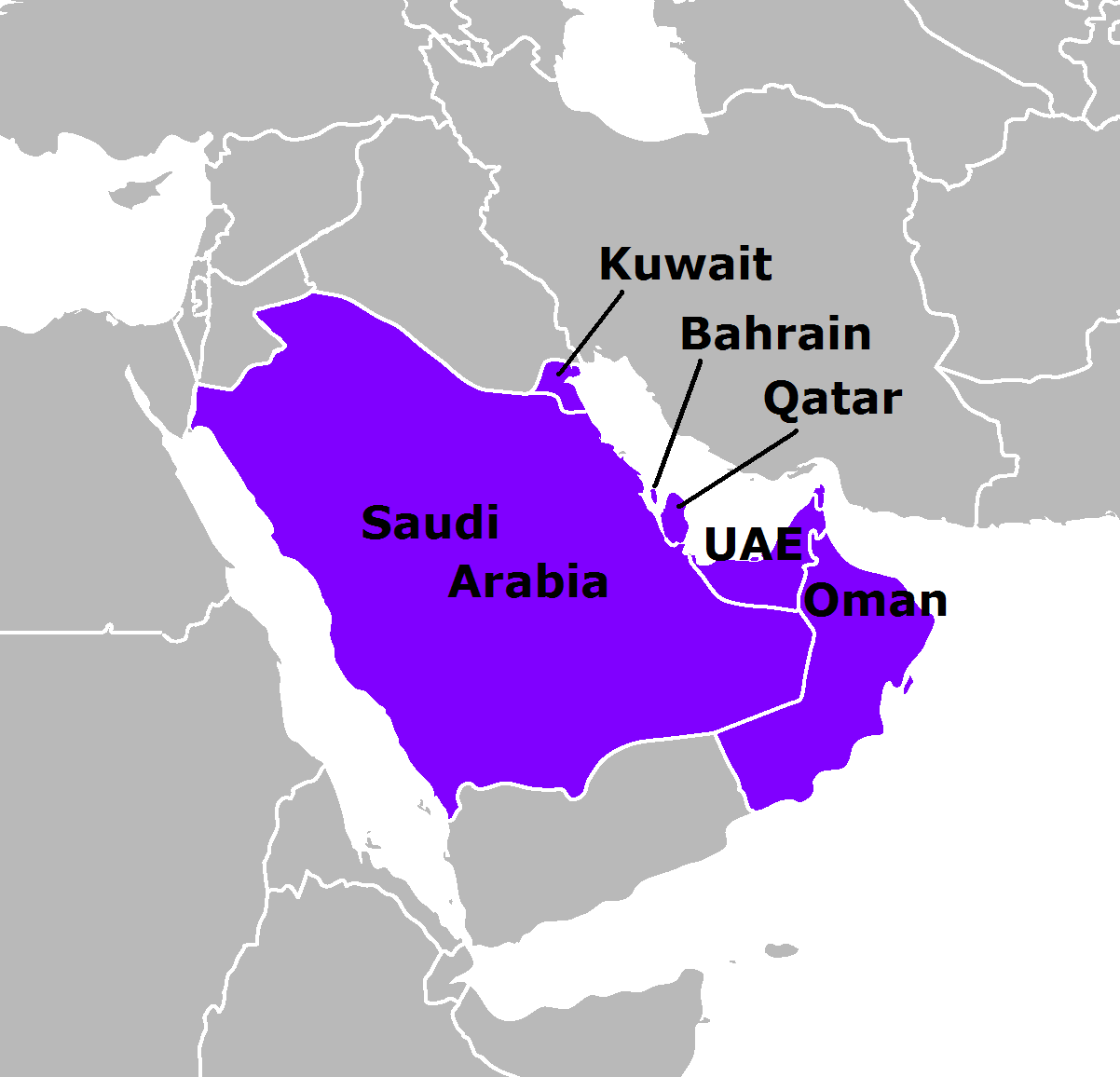
الدول الأعضاء في مجلس التعاون الخليجي

بدأت المرحلة الحالية من الصراع في عام 2011 عندما أثار الربيع العربي (الصحوة الإسلامية) موجة ثورية في جميع أنحاء الشرق الأوسط وشمال أفريقيا مما أدى إلى الثورات في تونس ومصر واليمن واندلاع الحرب الأهلية في ليبيا وسوريا. أدى الربيع العربي في عام 2011 إلى زعزعة استقرار ثلاثة لاعبين إقليميين رئيسيين وهم العراق وسوريا ومصر مما أدى إلى خلق فراغ في السلطة.
تسببت هذه الانتفاضات في جميع أنحاء العالم العربي في عدم الاستقرار السياسي في جميع أنحاء المنطقة. ردا على ذلك دعت المملكة العربية السعودية إلى تشكيل اتحاد خليجي لتعميق العلاقات بين الدول الأعضاء في مجلس التعاون الخليجي وهو كتلة سياسية واقتصادية تأسست عام 1981. ويعكس الاقتراح انشغال الحكومة السعودية بمنع الانتفاضات المحتملة من خلال الأقليات المحرومة في ممالك الخليج العربي فضلا عن التنافس الإقليمي مع إيران.
كان من شأن الاتحاد أن يعمل على مركزية النفوذ السعودي في المنطقة من خلال منحها سيطرة أكبر على المسائل العسكرية والاقتصادية والسياسية التي تؤثر على الدول الأعضاء. باستثناء البحرين رفض الأعضاء الاتحاد المقترح حيث كانت عمان وقطر والكويت والإمارات العربية المتحدة قلقة من أن يؤدي ذلك إلى الهيمنة السعودية.

### الشتاء العربي
أصبحت المملكة العربية السعودية تشعر بقلق متزايد بشأن التزام الولايات المتحدة كحليف وضامن أمني. إن محور السياسة الخارجية الأمريكية نحو آسيا وتقليل اعتمادها على النفط السعودي وإمكانية التقارب مع إيران كلها ساهمت في سياسة خارجية سعودية أكثر حزما. في عام 2015 شكلت المملكة العربية السعودية التحالف العسكري الإسلامي الحكومي الدولي لمحاربة الإرهاب في ديسمبر 2015 بهدف معلن هو مكافحة الإرهاب. ويضم التحالف حاليا 41 دولة عضوا جميعها تقودها حكومات يهيمن عليها السنة. وقد تم استبعاد إيران والعراق وسوريا التي يقودها الشيعة بشكل خاص الأمر الذي أثار مخاوف من أن تكون المبادرة جزءا من الجهود السعودية لعزل إيران. نظرا لتناقص أهمية الصراع الإسرائيلي الفلسطيني كقضية إسفين والتوترات المتبادلة مع إيران سعت دول مجلس التعاون الخليجي إلى تعزيز التعاون الاقتصادي والأمني مع إسرائيل التي تشارك في صراعها بالوكالة مع إيران.
أدى ظهور الشتاء العربي إلى تفاقم المخاوف السعودية بشأن إيران وكذلك استقرارها الداخلي. دفع هذا الرياض إلى اتخاذ إجراءات أكبر للحفاظ على الوضع الراهن خاصة داخل البحرين والدول المجاورة الأخرى مع سياسة خارجية جديدة توصف بأنها "نسخة القرن الحادي والعشرين من عقيدة بريجنيف". اتخذت إيران النهج المعاكس على أمل الاستفادة من عدم الاستقرار الإقليمي من خلال توسيع وجودها في الهلال الشيعي وإنشاء ممر نفوذ بري يمتد من العراق إلى لبنان ويتم ذلك جزئيا من خلال دعم الميليشيات الشيعية في الحرب ضد داعش.
في حين أن الجميع يشتركون في القلق بشأن إيران إلا أن الحكومات العربية السنية داخل وخارج مجلس التعاون الخليجي اختلفت منذ فترة طويلة حول الإسلام السياسي. وتختلف المؤسسة الدينية الوهابية في المملكة العربية السعودية وبيروقراطيتها من أعلى إلى أسفل عن بعض حلفائها مثل قطر التي تروج لبرامج إسلامية سنية شعبوية أشبه بتلك التي يتبناها الرئيس رجب طيب أردوغان في تركيا . كما تعرضت قطر لانتقادات من الدول السنية المجاورة لدعمها منظمات عبر وطنية مثيرة للجدل مثل جماعة الإخوان المسلمين والتي اعتبارا من عام 2015 تعتبر منظمة إرهابية من قبل حكومات البحرين ومصر وروسيا وسوريا والمملكة العربية السعودية والإمارات العربية المتحدة.
من ناحية أخرى تدعم الإمارات العربية المتحدة القوى المناهضة للإسلاميين في ليبيا ومصر واليمن ودول أخرى وتركز أكثر على القضايا الداخلية على غرار مصر في عهد الرئيس عبد الفتاح السيسي . وهذه الاختلافات تجعل من غير المرجح أن يتمكن العالم السني من التوحد ضد إيران والإرهاب على الرغم من المعارضة المشتركة. منذ وصول الملك سلمان إلى السلطة في عام 2015 انتقلت المملكة العربية السعودية بشكل متزايد من نهجها الأيديولوجي الوهابي التقليدي إلى نهج قومي واعتمدت سياسة خارجية أكثر عدوانية.
كما أن الطبيعة المعقدة للمخاوف الاقتصادية والأمنية والانقسام الإيديولوجي والتحالفات المتشابكة أدت أيضا إلى عقد مقارنات مع أوروبا ما قبل الحرب العالمية الأولى . يتشابه الصراع أيضا مع الحرب الباردة العربية بين مصر والمملكة العربية السعودية في الخمسينيات والستينيات. وتم الحكم على النفوذ من خلال قدرة كل دولة على التأثير على شؤون الدول المجاورة ولعبت الجهات الفاعلة غير الحكومية أدوارا مهمة وأدى الانقسام في كلا المعسكرين إلى تحالفات تكتيكية بين الدول على الجانبين المتعارضين.

#### تدافع منى 2015

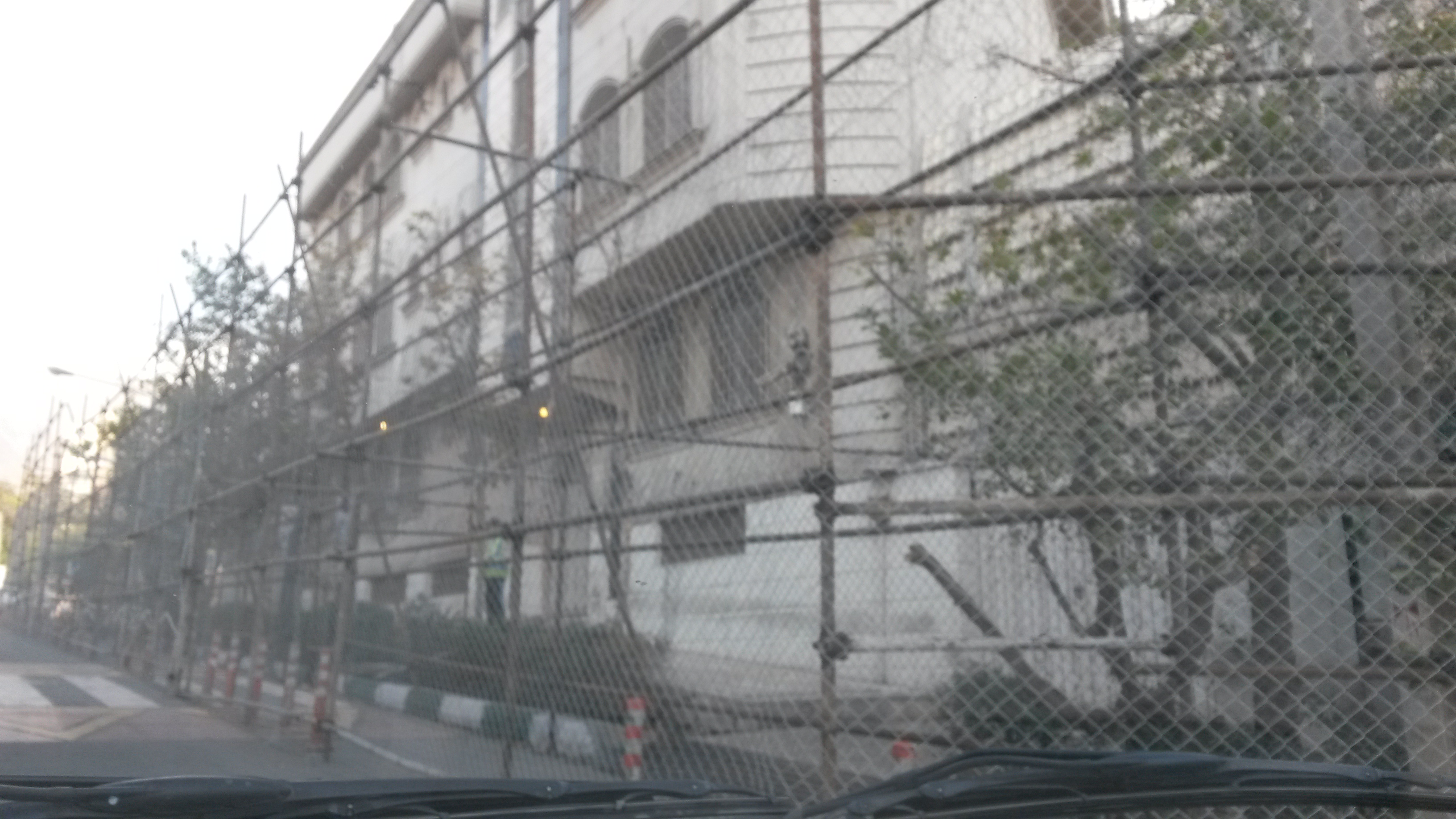
سفارة السعودية في طهران تحت حماية الشرطة الإيرانية بعد أزمة التدافع في منى.

أدى تدافع منى عام 2015 في مكة خلال موسم الحج السنوي إلى تأجيج التوترات. وحملت طهران الحكومة السعودية مسؤولية المأساة واتهمتها بعدم الكفاءة وهو ما رفضته الرياض. في مايو 2016 علقت إيران مشاركتها في موسم الحج القادم. في سبتمبر أطلقت المملكة العربية السعودية قناة فضائية باللغة الفارسية تبث على مدار 24 ساعة لبث إجراءات الحج في الفترة من 10 إلى 15 سبتمبر. واتهم آية الله خامنئي الرياض بتسييس مأساة الحج وقال إنه لا ينبغي للسعودية أن تدير الحج.

#### إعدامات السعودية والهجوم على البعثة السعودية في إيران 2016
في 2 يناير 2016 تم إعدام 47 شخصا في عدة مدن سعودية بما في ذلك رجل الدين الشيعي البارز نمر النمر . ورد المتظاهرون على عمليات الإعدام بالتظاهر في العاصمة الإيرانية طهران. وفي اليوم نفسه قام عدد قليل من المتظاهرين في نهاية المطاف بنهب السفارة السعودية في طهران ثم أضرموا فيها النيران. ارتدت الشرطة معدات مكافحة الشغب واعتقلت 40 شخصا أثناء الحادث. ردا على ذلك قامت المملكة العربية السعودية إلى جانب حلفائها البحرين والسودان وجيبوتي والصومال وجزر القمر بقطع العلاقات الدبلوماسية مع إيران. وردت وزارة الخارجية الإيرانية بالقول إن السعوديين يستخدمون الحادث كذريعة لتأجيج التوترات.
عند توليه العرش في عام 2015 أجرى الملك سلمان تغييرات كبيرة في السياسة الداخلية في محاولة لمعالجة البطالة المتزايدة وعدم اليقين الاقتصادي. أثرت هذه الضغوط الاقتصادية بشكل أكبر على الديناميكية الإقليمية في عام 2016. كما سعت روسيا التي حافظت على علاقاتها مع إيران لفترة طويلة إلى إقامة علاقات أوثق مع المملكة العربية السعودية. وفي سبتمبر 2016 أجرى البلدان محادثات غير رسمية حول التعاون في إنتاج النفط. وقد تأثر كلاهما بشدة بانهيار أسعار النفط وفكرا في إمكانية تجميد أوبك لإنتاج النفط. وكجزء من المحادثات أوصى الرئيس الروسي فلاديمير بوتين بإعفاء إيران التي زاد إنتاجها النفطي بشكل مطرد بعد رفع العقوبات الدولية في يناير 2016. وذكر أن إيران تستحق الفرصة للوصول إلى مستويات إنتاجها قبل العقوبات. وفي ما اعتبر بمثابة حل وسط كبير عرضت المملكة العربية السعودية خفض إنتاجها النفطي إذا حدت إيران إنتاجها بحلول نهاية عام 2016.
كما أصبحت الحركات المتطرفة في جميع أنحاء الشرق الأوسط بمثابة انقسام كبير بين إيران والمملكة العربية السعودية. خلال الحرب الباردة قامت المملكة العربية السعودية بتمويل المتشددين المتطرفين جزئيا لتعزيز المقاومة ضد الاتحاد السوفياتي بناء على طلب من الولايات المتحدة وفي وقت لاحق لمحاربة الحركات الشيعية المدعومة من إيران. وكان لهذا الدعم تأثير غير مقصود يتمثل في انتشار التطرف في جميع أنحاء المنطقة. وتعتبر الحكومة السعودية الآن الجماعات المتطرفة مثل داعش وجبهة النصرة واحدة من التهديدين الرئيسيين للمملكة ونظامها الملكي والآخر هو إيران.
في مقال افتتاحي لصحيفة نيويورك تايمز وافق وزير الخارجية الإيراني محمد جواد ظريف على أن الإرهاب يمثل تهديدا دوليا ودعا الأمم المتحدة إلى منع تمويل الأيديولوجيات المتطرفة باستخدام مبادرة "العالم ضد العنف والتطرف" الإيرانية كإطار عمل. ومع ذلك فقد ألقى باللوم على المملكة العربية السعودية ورعايتها للوهابية في عدم الاستقرار في الشرق الأوسط. وقال إن الوهابية هي الأيديولوجية الأساسية المشتركة بين الجماعات الإرهابية في الشرق الأوسط وأنها كانت "مدمرة في تأثيرها". وذهب إلى حد إعلان "دعونا نخلص العالم من الوهابية" وأكد أنه على الرغم من الحجج بخلاف ذلك فإن الوهابية هي السبب الحقيقي للتنافس بين إيران والمملكة العربية السعودية.
أثار انتخاب دونالد ترامب رئيسا للولايات المتحدة في عام 2016 حالة من عدم اليقين لدى كلا البلدين بشأن السياسة الأمريكية المستقبلية في الشرق الأوسط حيث كان كلاهما هدفا للانتقادات خلال حملته الانتخابية. وتوقعت الحكومة السعودية أن تتبنى إدارة ترامب موقفا أكثر تشددا من موقف إدارة أوباما بشأن إيران وهو ما قد يفيد الرياض. وتخشى إيران من عودة العزلة الاقتصادية وبذل الرئيس حسن روحاني جهودا لتحقيق مزيد من المشاركة الاقتصادية الدولية للبلاد من خلال توقيع صفقات نفط مع الشركات الغربية قبل تولي ترامب منصبه.

#### 2017
في مايو 2017 أعلن الرئيس ترامب تحولا في السياسة الخارجية الأمريكية نحو تفضيل المملكة العربية السعودية على حساب إيران مما يمثل خروجا عن نهج الرئيس أوباما الأكثر تصالحية. وجاءت هذه الخطوة بعد أيام من إعادة انتخاب روحاني في إيران والذي هزم المرشح المحافظ إبراهيم رئيسي . واعتبر فوز روحاني بمثابة تفويض شعبي للإصلاحات الليبرالية في البلاد.
زادت عدة حوادث وقعت في منتصف عام 2017 من حدة التوترات. وفي مايو 2017 فرضت القوات السعودية حصارًا على العوامية منزل نمر النمر في اشتباك مع مسلحين شيعة. وبحسب ما ورد قُتل عشرات المدنيين الشيعة. ولا يُسمح للسكان بالدخول أو الخروج ويقوم الجيش بقصف الأحياء بشكل عشوائي بنيران المدفعية ويقال إن القناصة يطلقون النار على السكان.
في يونيو ذكرت وكالة الأنباء الإيرانية المملوكة للدولة " برس تي في" أن رئيس مجلس القرآن الكريم واثنين من أبناء عمومة نمر النمر الذين أُعدموا على يد قوات الأمن السعودية في القطيف . خلال حملة القمع اللاحقة قامت الحكومة السعودية بهدم العديد من المواقع التاريخية والعديد من المباني والمنازل الأخرى في القطيف. في 17 يونيو أعلنت إيران أن خفر السواحل السعودي قتل صيادا إيرانيا. بعد فترة وجيزة ألقت السلطات السعودية القبض على ثلاثة مواطنين إيرانيين زعمت أنهم أعضاء في الحرس الثوري الإيراني كانوا يخططون لهجوم إرهابي على حقل نفط سعودي بحري. ونفت إيران هذا الادعاء قائلة إن أولئك الذين تم أسرهم هم صيادون عاديون وطالبت بالإفراج الفوري عنهم.

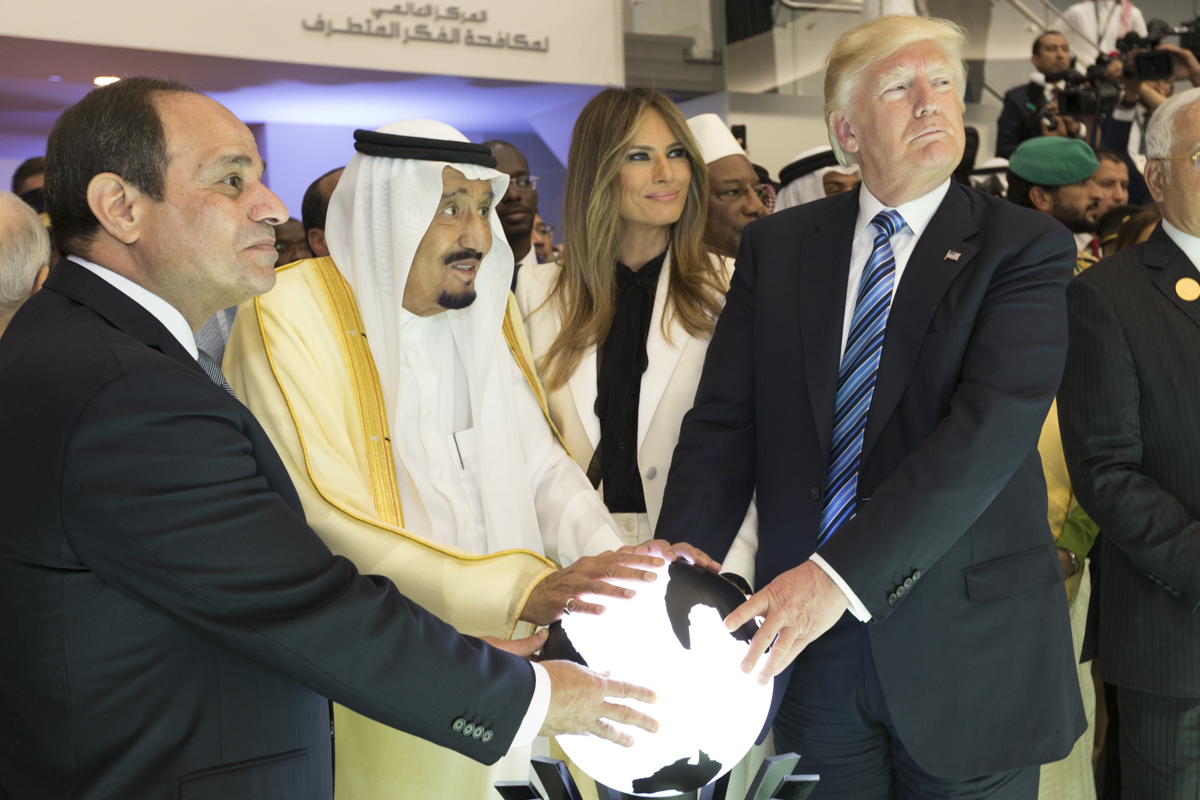
الملك سلمان من المملكة العربية السعودية والرئيس الأمريكي ترامب والرئيس المصري عبد الفتاح السيسي في قمة الرياض 2017.

في أعقاب هجمات طهران في يونيو 2017 التي ارتكبها مقاتلو داعش أصدر الحرس الثوري الإيراني بيانا ألقى فيه باللوم على المملكة العربية السعودية بينما قال وزير الخارجية السعودي عادل الجبير إنه لا يوجد دليل على تورط السعوديين. صرح المسؤول الإيراني حسين أمير عبد اللهيان لاحقا أن المملكة العربية السعودية هي المشتبه به الرئيسي وراء هجمات طهران. ادعى قائد الحرس الثوري الإيراني اللواء محمد علي جعفري أن إيران لديها معلومات استخباراتية تثبت تورط المملكة العربية السعودية وإسرائيل والولايات المتحدة في هجوم طهران. واتهم المرشد الأعلى الإيراني آية الله خامنئي الولايات المتحدة في وقت لاحق بإنشاء تنظيم الدولة الإسلامية والانضمام إلى المملكة العربية السعودية في تمويل وتوجيه داعش بالإضافة إلى المنظمات الإرهابية الأخرى.
في أكتوبر 2017 أعلنت الحكومة السويسرية عن اتفاق تمثل فيه المصالح السعودية في إيران والمصالح الإيرانية في المملكة العربية السعودية. وقطعت الدولتان علاقاتهما في يناير 2016.
أثارت العديد من التطورات الرئيسية التي حدثت في نوفمبر 2017 مخاوف من أن هذا الصراع بالوكالة قد يتصاعد إلى مواجهة عسكرية مباشرة بين إيران والمملكة العربية السعودية. في 4 نوفمبر اعترض الدفاع الجوي الملكي السعودي صاروخا باليستيا فوق مطار الرياض الدولي . وأكد وزير الخارجية عادل الجبير أن الصاروخ تم توفيره من قبل إيران وأطلقه مقاتلو حزب الله من الأراضي التي يسيطر عليها المتمردون الحوثيون في اليمن. ووصف ولي العهد الأمير محمد بن سلمان ذلك بأنه "عدوان عسكري مباشر من قبل النظام الإيراني" وقال إنه "قد يعتبر عملا من أعمال الحرب ضد المملكة". وفي 4 نوفمبر أيضا استقال رئيس وزراء لبنان مما أثار أزمة سياسية اعتبرت جزءا من الجهود السعودية لمواجهة نفوذ إيران في البلاد. كما ألقت البحرين باللوم في الانفجار الذي وقع في 10 نوفمبر على خط أنابيب النفط الرئيسي على إيران.
في 24 نوفمبر 2017 ألقى رئيس أمن دبي الفريق ضاحي خلفان باللوم في هجوم سيناء 2017 على قناة الجزيرة ودعا إلى قصف الشبكة من قبل التحالف الذي تقوده السعودية. في أواخر نوفمبر 2017 قال قائد الحرس الثوري الإيراني جعفري إن قوات شبه عسكرية إسلامية ثورية تشكلت في جميع أنحاء الشرق الأوسط والمناطق المحيطة بها لمواجهة تأثير الجماعات الجهادية المتشددة المحافظة والقوى الغربية.
في عام 2017 قامت المملكة العربية السعودية بتمويل إنشاء محطة تلفزيونية فضائية باللغة الفارسية إيران إنترناشيونال والتي يتم تشغيلها من لندن .

#### 2018

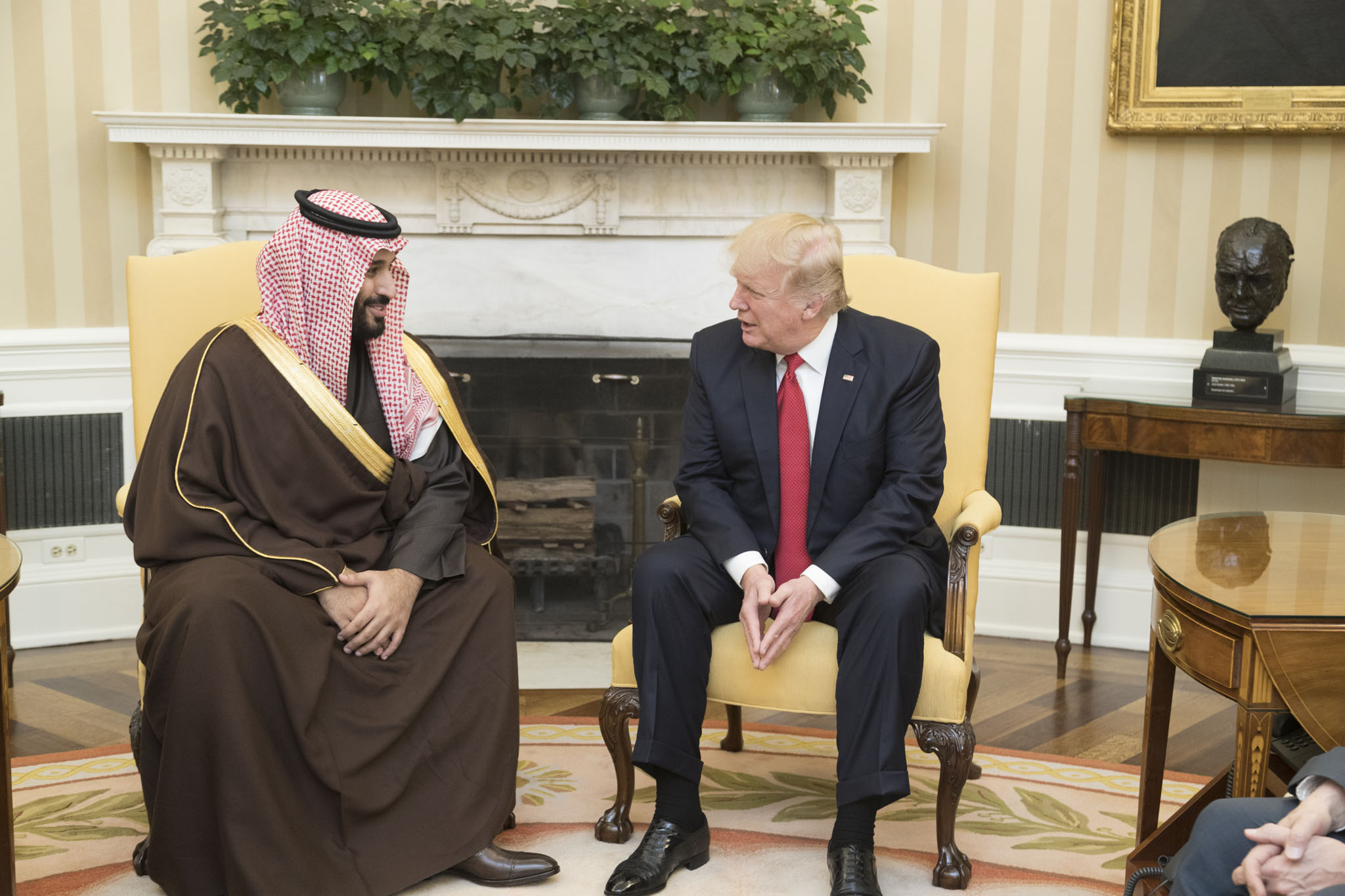
ولي العهد السعودي الأمير محمد بن سلمان يلتقي بالرئيس الأمريكي دونالد ترامب في البيت الأبيض في 14 مارس 2018.

تبنت المملكة العربية السعودية في عهد الملك سلمان سياسة خارجية أكثر حزما وهو ما انعكس بشكل خاص في تدخل البلاد في اليمن في عام 2015 ومشاركتها في لبنان في عام 2017. واستمر هذا مع تعيين محمد بن سلمان وليا للعهد في يونيو 2017 والذي كان تعتبر القوة وراء العرش لسنوات. أشار ولي العهد إلى إيران وتركيا والجماعات الإسلامية المتطرفة على أنها "مثلث الشر" وقارن المرشد الأعلى خامنئي بأدولف هتلر. يأتي الخطاب الشعبوي المناهض لإيران في وقت يشوبه عدم اليقين بشأن التداعيات المحتملة لتوطيد محمد بن سلمان لسلطته وقد استخدم التنافس كوسيلة لتعزيز القومية السعودية على الرغم من التحديات الداخلية التي تواجهها البلاد.
كجزء من خطة الرؤية السعودية 2030 يتابع محمد بن سلمان الاستثمارات الأمريكية لمساعدة الجهود المبذولة لتنويع اقتصاد المملكة العربية السعودية بعيدا عن النفط. تشمل الإصلاحات أيضا إبعاد البلاد عن حركة الصحوة وهو ما ناقشه ولي العهد في عام 2017: "ما حدث في الثلاثين عاما الماضية ليس السعودية. ما حدث في المنطقة في الثلاثين عاما الماضية ليس الشرق الأوسط. بعد الثورة الإيرانية عام 1979 أراد الناس تقليد هذا النموذج في بلدان مختلفة إحداها المملكة العربية السعودية ولم نعرف كيفية التعامل معه وانتشرت المشكلة في جميع أنحاء العالم. والآن حان الوقت للتخلص منه".
دعمت كل من إسرائيل والمملكة العربية السعودية انسحاب الولايات المتحدة من الاتفاق النووي الإيراني . وتحسبا للانسحاب أشارت إيران إلى أنها ستواصل السعي إلى علاقات أوثق مع روسيا والصين حيث صرح آية الله خامنئي في فبراير 2018: "في السياسة الخارجية تشمل الأولويات القصوى بالنسبة لنا اليوم تفضيل الشرق على الغرب". أثار القرار الأحادي الجانب الذي اتخذته الولايات المتحدة مخاوف من زيادة التوترات مع روسيا والصين وكلاهما طرفان في الاتفاق النووي. كما أدى ذلك إلى تفاقم التوترات في الشرق الأوسط مما يزيد من خطر اندلاع صراع عسكري أكبر يشمل إسرائيل والمملكة العربية السعودية وإيران.
أعادت الولايات المتحدة فرض العقوبات على إيران في أغسطس 2018 على الرغم من معارضة الحلفاء الأوروبيين. كما دفعت إدارة ترامب من أجل إقامة تحالف عسكري مع الدول العربية السنية ليكون بمثابة حصن ضد إيران. وتنص الخطة قيد النظر على إنشاء "تحالف استراتيجي للشرق الأوسط" يضم ست دول مجلس التعاون الخليجي بالإضافة إلى الأردن ومصر.
أثار اغتيال جمال خاشقجي ردود فعل دولية عنيفة ضد السعودية ومحمد بن سلمان. أصدرت إدارة ترامب بيانا أكد فيه دعمها للسعودية وإلقاء اللوم على إيران في الحرب في اليمن. رد مجلس الشيوخ الأمريكي على الرئيس بإصدار قرارات من الحزبين تدين الاغتيال والتصويت على إنهاء مساعدة الولايات المتحدة للمملكة العربية السعودية في الحرب في اليمن على الرغم من أن الإجراءات اعتبرت رمزية إلى حد كبير.

#### 2019-2021

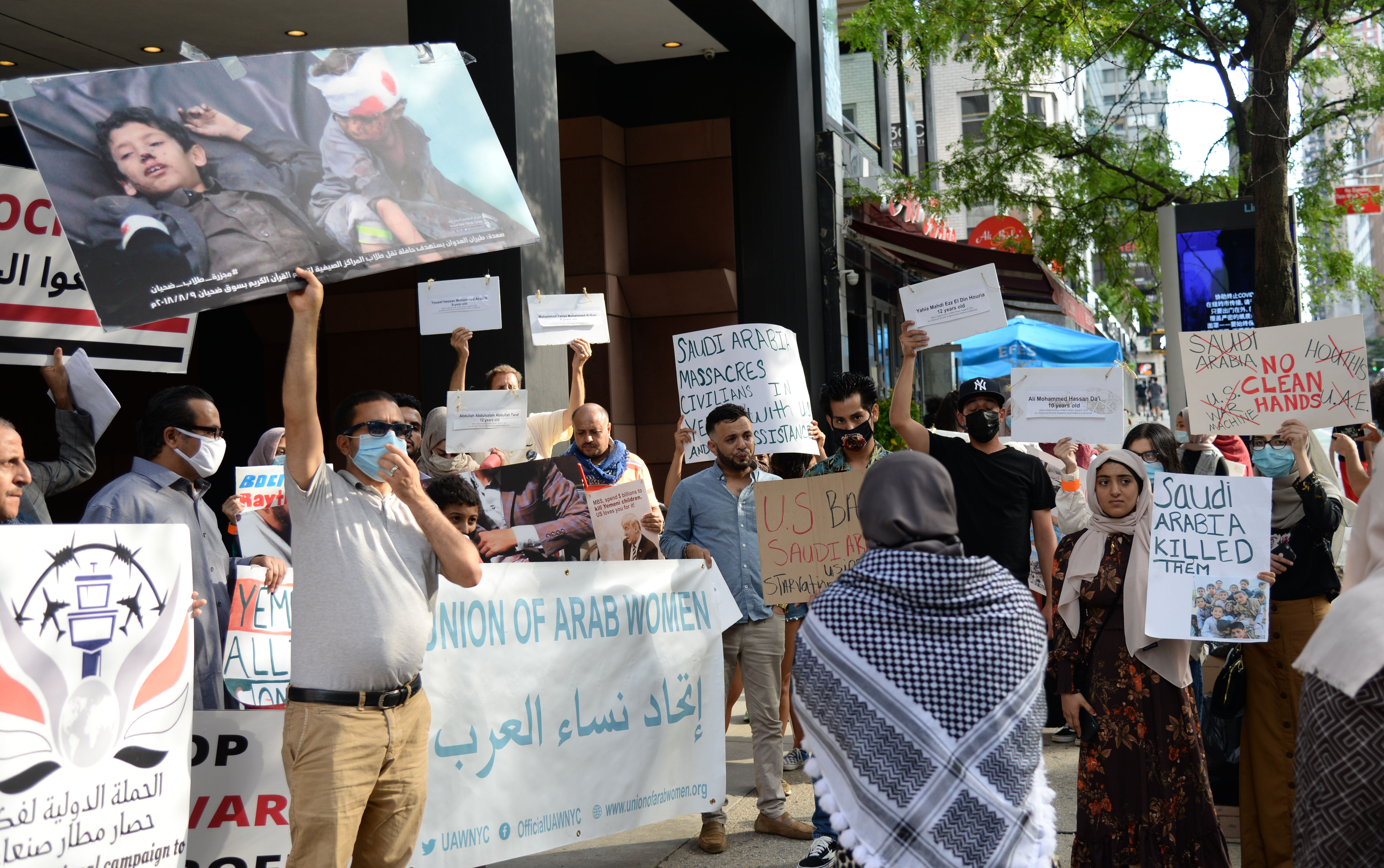
احتجاج ضد التدخل بقيادة السعودية والحصار المفروض على المناطق التي يسيطر عليها الحوثيون في اليمن، مدينة نيويورك ، 14 أغسطس 2020.

تصاعدت التوترات العسكرية بين إيران والولايات المتحدة في عام 2019 وسط سلسلة من المواجهات التي شملت الولايات المتحدة وإيران والمملكة العربية السعودية. ووقعت الهجمات على ناقلات النفط في خليج عمان في شهري مايو ويونيو. في أعقاب التوترات المتزايدة صرح وزير الخارجية محمد جواد ظريف أن إيران تسعى إلى علاقات جيدة مع المملكة العربية السعودية والإمارات العربية المتحدة وحلفائهم ودعاهم إلى إنهاء نزاعهم مع قطر.
في سبتمبر 2019 تم شن هجوم بطائرة بدون طيار على منشأة معالجة النفط التابعة لشركة أرامكو السعودية في بقيق وحقل خريص النفطي في المنطقة الشرقية بالمملكة العربية السعودية. وأدى الهجوم إلى قطع نصف إمدادات النفط في البلاد. وعلى الرغم من إعلان المتمردين الحوثيين في اليمن مسؤوليتهم إلا أن وزير الخارجية الأمريكي مايك بومبيو قال إن إيران كانت وراء الهجوم وهو ما نفته إيران. أفادت التقارير أن السعودية والولايات المتحدة تحققان فيما إذا كانت الهجمات شملت صواريخ كروز أطلقت من إيران أو العراق. وكان المسؤولون الأمريكيون قد خلصوا في السابق إلى أن الهجوم على خط الأنابيب بين الشرق والغرب شنته الميليشيات المدعومة من إيران في جنوب العراق على الرغم من إعلان المتمردين الحوثيين مسؤوليتهم أيضا.
في 16 سبتمبر أبلغت الولايات المتحدة السعودية بأنها خلصت إلى أن إيران كانت نقطة انطلاق لهجوم سبتمبر. وأثارت الولايات المتحدة احتمال توجيه ضربة انتقامية مشتركة إلى إيران وهو إجراء من شأنه أن يتسع ليتحول إلى صراع إقليمي. قالت السعودية إن تحقيقاتها مستمرة لكن المسؤولين زعموا أن أسلحة إيرانية استخدمت في الضربات وأن الهجمات لم تنطلق من اليمن. وقدمت هذه الادعاءات دون أدلة داعمة. ادعى حسن روحاني بعد الهجوم على أرامكو أن السعودية يجب أن تعتبره بمثابة تحذير لوقف تدخلها في اليمن. وقد أدى التدخل الذي تقوده السعودية إلى مقتل أكثر من الآلاف حتى الآن.
في 3 يناير 2020 شنت الولايات المتحدة غارة جوية على قافلة بالقرب من مطار بغداد الدولي مما أسفر عن مقتل العديد من الركاب بما في ذلك اللواء الإيراني وقائد فيلق القدس التابع للحرس الثوري الإيراني قاسم سليماني وقائد قوات الحشد الشعبي العراقي أبو مهدي المهندس . جاء العمل العسكري بعد وقت قصير من قيام متظاهرين مؤيدين لإيران وأفراد من الميليشيات العراقية بمهاجمة السفارة الأمريكية في بغداد في 31 ديسمبر 2019 ردا على الغارات الجوية الأمريكية التي استهدفت الميليشيات المدعومة من إيران. اعتبرت الغارة الجوية بمثابة تصعيد كبير للتوترات وتعهدت الحكومة الإيرانية بالانتقام ردا على ذلك. وصف وزير الخارجية محمد جواد ظريف الهجوم بأنه "تصعيد خطير للغاية وأحمق" وأصدر بيانا قال فيه إن "وحشية وغباء القوى الإرهابية الأمريكية في اغتيال القائد سليماني.. ستجعل شجرة المقاومة في المنطقة والعالم أكثر ازدهارا بلا شك".
في 7 يناير هاجمت إيران قاعدة الأسد الجوية ومطار أربيل الدولي في العراق كعمل انتقامي. خلف الهجوم 110 جرحى.
بعد ساعات من الهجمات الصاروخية وأثناء حالة التأهب القصوى أسقطت قوات الحرس الثوري الإيراني عن طريق الخطأ رحلة الخطوط الجوية الدولية الأوكرانية رقم 752 مما أسفر عن مقتل جميع الأشخاص الذين كانوا على متنها وعددهم 176 شخصا.
في 12 يناير دعا الأمين العام لحزب الله حسن نصر الله حلفاء إيران في محور المقاومة - بما في ذلك إيران والجمهورية العربية السورية وحزب الله وقوات الحشد الشعبي وحركة الحوثي في اليمن - إلى تكثيف حملاتهم العسكرية ضد الولايات المتحدة لطرد القوات الأمريكية من الشرق الأوسط. خلال زيارة دولة قام بها أمير قطر تميم بن حمد آل ثاني إلى إيران دعا آية الله خامنئي إلى تعاون إقليمي ضد الولايات المتحدة. ومع ذلك بعد المناقشات بين الشيخ تميم والرئيس روحاني خلص تميم إلى ضرورة خفض التصعيد والحوار هي الوسيلة الوحيدة لحل الأزمات الإقليمية. ردا على التوترات المتزايدة أصدرت وزارة الأمن الداخلي الأمريكية والعديد من الولايات الأمريكية تحذيرات تحذر من الهجمات الإلكترونية الإيرانية بينما قالت وزارة موارد المعلومات في تكساس إن الهجمات الإلكترونية الإيرانية وصلت إلى معدل 10000 في الدقيقة.
أدى مؤتمر وارسو 2019 لاحقا إلى اتفاقيات إبراهيم حيث قام حلفاء السعودية الإمارات العربية المتحدة والبحرين بتطبيع العلاقات مع إسرائيل . وتبع ذلك المغرب والسودان . سيؤدي هذا لاحقا إلى التحالف العربي الإسرائيلي وقمة النقب . يزعم أن الولايات المتحدة أعلنت مع إسرائيل عن تشكيل تحالف الشرق الأوسط للدفاع الجوي في يونيو 2022 بهدف مواجهة إيران. ذكرت إسرائيل أن وفودا من الإمارات العربية المتحدة وقطر والبحرين والأردن ومصر والمملكة العربية السعودية والولايات المتحدة شاركت في محادثات الوساطة.

#### 2022
في عام 2022 شاركت إيران والسعودية في محادثات السلام التي توسط فيها العراق. في يوليو من ذلك العام شارك أعضاء مجلس التعاون الخليجي إلى جانب الأردن ومصر والعراق والولايات المتحدة في قمة جدة للأمن والتنمية. وفي القمة دعا الأعضاء إيران إلى التوقف عن التدخل في شؤون الدول الأخرى وأكد الرئيس الأمريكي جو بايدن أنهم لن يسمحوا لإيران بالحصول على سلاح نووي.
اتهمت إيران المملكة العربية السعودية والولايات المتحدة وإسرائيل بالتدخل في شؤونها الداخلية بسبب احتجاجات ماهسا أميني .
في أواخر أكتوبر 2022 تم تبادل المعلومات الاستخبارية السعودية مع الولايات المتحدة للتحذير من هجوم وشيك من جانب إيران الأمر الذي وضع دول مجلس التعاون الخليجي والعراق وإسرائيل في حالة تأهب قصوى. أظهرت المعلومات الاستخبارية أن إيران كانت تخطط لضرب المملكة العربية السعودية والعراق والخليج العربي. ونفت إيران هذه الاتهامات ووصفت المعلومات الاستخبارية بأنها لا أساس لها من الصحة.

## الأطراف المعنية

### الداعمين والوكلاء الإيرانيين

#### سوريا

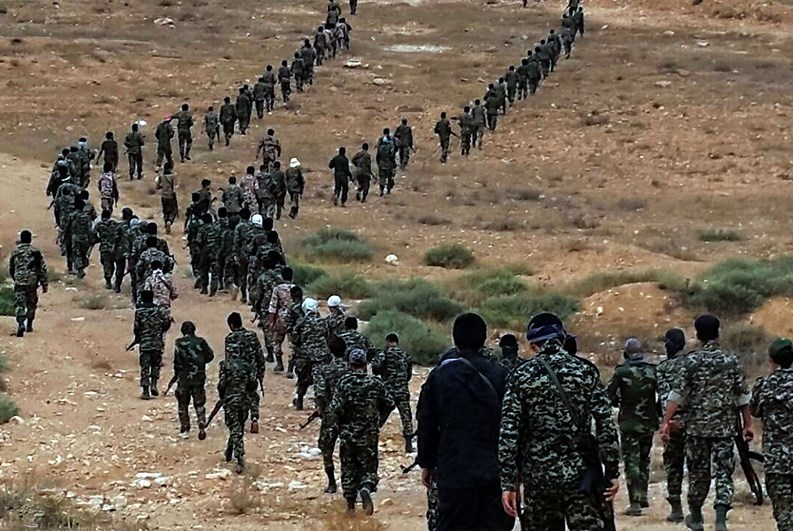
مقاتلو لواء فاطميون المدعومين من إيران خلال هجوم تدمر في سوريا في ديسمبر 2016.

كانت سوريا في عهد بشار الأسد حليفا استراتيجيا لكل من المصالح الإيرانية والروسية. منذ عام 2011 وهو العام الذي اندلعت فيه الحرب الأهلية انخرطت إيران وحلفاؤها بنشاط في الحرب الأهلية السورية مع العديد من الوكلاء.
في أعقاب الاضطرابات المدنية التي اندلعت ضد نظام الأسد مع الانتفاضات العربية كانت الأسباب الرئيسية للصراع في سوريا هي التنافس على السلطة الإقليمية والانقسامات الطائفية. تلقت الحركة الدعم من المملكة العربية السعودية وقطر والولايات المتحدة وتركيا بهدف الإطاحة بحكومة الأسد. كما سهلت هذه الانتفاضات تأثير الجماعات والأحزاب الدينية اليمينية على الحركة مما أدى في النهاية إلى ظهور تنظيم داعش .
في الوقت نفسه ظلت سوريا "المحور الرئيسي لاستعراض القوة الإيرانية في بلاد الشام" وقامت بتنسيق علاقات إيران مع حزب الله ولعبت دورا ميسرا لها . تم اعتبار سوريا وإيران وحزب الله وتعريفها على أنها " محور المقاومة " ضد إسرائيل والدول الإقليمية المتنافسة المماثلة الموجودة في بلاد الشام . في الواقع بهدف الحفاظ على نظام الأسد أرسلت إيران الجنرال قاسم سليماني من بين قادة عسكريين آخرين لتوفير التدريب والمساعدة. تدخل الفرع الإيراني للقوات المسلحة المسؤول عن عملياته الخارجية أي فيلق القدس التابع للحرس الثوري الإسلامي في الأزمة السورية بإرسال آلاف الإيرانيين وتجنيد وتدريب الشيعة من ولايات أخرى. ومن بين هؤلاء لواء زينبيون الذي يقوم بتجنيد الشيعة الباكستانيين ولواء فاطميون الذي يضم شيعة أفغان. جاءت المساعدة الإيرانية أيضا في شكل تقنيات مراقبة الاتصالات والاستخبارات من أحدث الأنواع.
على العكس من ذلك تم نقل غالبية التمويل والمعدات للمتمردين من قبل الدولة السعودية عبر الأردن إلى جانب توفير الدعم الأيديولوجي. وهكذا تم إضفاء الشرعية على التمرد بإصدار مفتي السعودية وغيرهم من الفتاوى لصالح الجهاد ضد النظام في سوريا.
تم تأمين المصلحة الاستراتيجية طويلة المدى لإيران في سوريا مع إعلان النصر المفترض لبشار الأسد وحلفائه ضد داعش وقوات المتمردين.

#### حماس
لقد كانت حماس حليفة لإيران وحزب الله وغيرهما من الوكلاء والحلفاء الإيرانيين.
تلقت المنظمة أسلحة من إيران عبر السودان التي كانت بمثابة "نقطة إعادة الشحن" لتداولها وإريتريا التي سمحت للبحرية الإيرانية باستخدام موانئها.
على الرغم من اتفاق وقف إطلاق النار لعام 2005 الذي أنهى الانتفاضة الثانية رسميا إلا أن الاحتكاك نشأ عندما حاولت إسرائيل الوصول إلى قطاع غزة . بدأت حماس برنامجا لبناء الأنفاق للتغلب على العزلة الجسدية. يعود تاريخ هذه الأنفاق إلى ما قبل معاهدة السلام عام 1979 بين إسرائيل ومصر. تم استخدامها لمجموعة من الوظائف المختلفة: من دعم النشاط الاقتصادي من خلال تهريب البضائع ولكن أيضا الأسلحة إلى التسلل إلى الأراضي الإسرائيلية وعمليات الاختطاف والهجمات على الجنود الإسرائيليين. وقد أتاحت متاهة الأنفاق الوصول إلى المنازل والمساجد والمدارس والمباني العامة بحسب الخبير في الحرب السرية إيدو هيشت.
تلقت حماس دعما خطابيا قويا من زعماء النظام علي خامنئي والرئيس محمود أحمدي نجاد ورئيس المجلس علي لاريجاني . في يوليو 2008 تم اعتبارها جزءا من خط دفاع إيران ضد هجوم إسرائيلي مع حزب الله من قبل رئيس الحرس الثوري الإيراني علي جعفري. أظهرت تقارير أواخر مايو 2008 زيادة دعم إيران لحماس بما يصل إلى 150 مليون دولار سنويا.

#### حزب الله
حزب الله هو أحد الجماعات الرئيسية في الشرق الأوسط التي توصف بأنها "وكيل إيران". يقاتل حزب الله إلى جانب القوات الإيرانية في سوريا ويدعم الحوثيين.
كما كان حزب الله بمثابة مصدر إلهام للحوثيين في نجاحهم في إجبار الجيش الإسرائيلي على الخروج من لبنان.
تهدف إيران إلى استخدام حزب الله كنموذج وكيل لتأسيسه في جميع أنحاء أفريقيا. يتمتع حزب الله بالفعل بدعم في غرب إفريقيا نظرا للوجود الكبير للجالية اللبنانية في الشتات. فضلا عن ذلك فقد استخدمت إيران هذه الجماعة أيضا في تسليح وتدريب المتمردين في نيجيريا كما شاركت في سيراليون وكوت ديفوار والسنغال .
غالبا ما يتورط حزب الله في تجارة المخدرات غير المشروعة والأنشطة الإرهابية والحرب بالوكالة والعنف الطائفي . يتم تمويل حزب الله من قبل إيران وسوريا وقطر والعراق وكان مدعوما سابقا من السودان. يعتبر حزب الله أيضا منظمة إرهابية من قبل جامعة الدول العربية ودول مجلس التعاون الخليجي لأنه غالبا ما ينتقد دولا مثل المملكة العربية السعودية ومصر . كما ادعى المغرب أن حزب الله يمول جبهة البوليساريو عبر الجزائر.
حافظ حزب الله أيضا على علاقاته مع الحركات الإسلامية الأخرى والمعادية للغرب بما في ذلك قوات الحشد الشعبي وحماس والجهاد الإسلامي الفلسطيني وكتائب الأشتر وحزب الله الحجاز ولواء فاطميون والحسينيون والحوثيون ولواء الباقر . تشكل هذه الحركات بين الحكومات الإيرانية والسورية والعراقية محور المقاومة ضد الولايات المتحدة والمملكة العربية السعودية وإسرائيل .

#### الحركة الإسلامية النيجيرية
تشكل الحركة الإسلامية في نيجيريا وهي منظمة دينية وسياسية شيعية أسسها ويرأسها الشيخ إبراهيم الزكزكي وكيلا آخر في الصراع. وهو يشكل رصيدا آخر يمكن أن يمكن إيران من تعطيل الدول السنية في غرب أفريقيا. ومن ثم فإن السعودية من خلال دعم الحكومة النيجيرية في جهودها القمعية ومن خلال تقديم الدعم للجماعات السنية المنافسة مثل إيزالا وعدم إدانة تصرفات بوكو حرام بشكل جدي تهدف إلى الحد من نفوذها ونموها في المنطقة.

#### الحوثيون
من المعروف أن إيران وحلفائها كوريا الشمالية وسوريا والعراق وقطر وحزب الله وفنزويلا قدموا الدعم السياسي والاقتصادي والدبلوماسي والعسكري للحوثيين.
أطاح الحوثيون بالحكومة في اليمن في ثورة 21 سبتمبر أو انقلاب 2014-2015 بدعم من إيران بينما كانت المملكة العربية السعودية تحاول استعادة الحكومة المركزية من خلال حملة عسكرية. منذ الانتفاضة تطورت الجماعة إلى ميليشيا جيدة التنظيم والتجهيز في اليمن.
يمكن اعتبار الحوثيين متشابهين في ردهم على حماس بدلا من حزب الله نظرا للدرجات المتفاوتة من الموارد والدعم دون الرد فعليا على إيران أو إبلاغها. في الواقع سيطر الحوثيون على صنعاء في سبتمبر 2014 على الرغم من نصيحة إيران بضبط النفس.  يعتقد المسؤولون السعوديون أن الحوثيين سيصبحون "حزب الله التالي" الذي يعمل بالقرب من الأراضي السعودية. علاوة على ذلك تم دعم الحوثيين في قتالهم ضد الحكومة اليمنية من خلال بوابة لتهريب الأسلحة والإمدادات من إيران عبر الصومال منذ عام 2015. إن الوصول إلى الصومال وكذلك إلى إريتريا إلى جانب السيطرة على ساحل اليمن على البحر الأحمر من خلال الحوثيين زود إيران بقدرة معززة على تهديد الشحن الدولي في باب المندب. ومن الأمثلة على هذه القدرة الهجمات العديدة على السفن الأمريكية وقوات التحالف التي انطلقت من الجانب اليمني من باب المندب في عام 2016.
بدأ التحالف الذي تقوده السعودية حملة عسكرية ضد الحوثيين بناء على طلب الرئيس المخلوع منصور مما أدى إلى تقسيم الدولة بين القوات الموالية للحوثيين المدعومة من إيران والقوات الموالية لمنصور المدعومة من المملكة العربية السعودية. أدى التنافس بين البلدين إلى تفاقم معاناة السكان اليمنيين الذين يعتبر نصفهم يواجهون "حالة ما قبل المجاعة" حسبما أفادت الأمم المتحدة في عام 2018.
في عام 2022 وقعت أحداث متعددة منها ما يلي:
- في 16 مارس 2022 قال المتمردون الحوثيون في اليمن إن المفاوضات مع التحالف الذي تقوده السعودية ستكون موضع ترحيب إذا كان الموقع دولة محايدة مثل دول الخليج العربي وأن الهدف الأسمى هو تخفيف القيود "التعسفية" على الموانئ اليمنية ومطار صنعاء.
- في 20 مارس 2022 وفقا لوزارة الطاقة السعودية ووسائل الإعلام الرسمية أطلقت ميليشيا الحوثي اليمنية المتحالفة مع إيران صواريخ وطائرات مسيرة على منشآت الطاقة وتحلية المياه السعودية مما تسبب في انخفاض قصير في الإنتاج في مصفاة تكرير ولكن لم تقع إصابات.
- في 26 مارس 2022 أعطى التحالف الذي تقوده السعودية في اليمن الحوثيين المتحالفين مع إيران مهلة ثلاث ساعات لسحب الأسلحة من مطار صنعاء وميناءي البحر الأحمر.
- في 1 أبريل 2022 وافقت الأطراف المتحاربة في الصراع اليمني المستمر منذ سبع سنوات على هدنة على مستوى الولاية لأول مرة منذ سنوات مما يسمح بواردات الوقود إلى المناطق التي يسيطر عليها الحوثيون كما تسمح لطائرات معينة بالعمل من مطار صنعاء .
- في 13 أبريل 2022 أعلنت البحرية الأمريكية عن تشكيل قوة عمل جديدة متعددة الجنسيات لاستهداف تهريب الأسلحة في الممرات المائية اليمنية في أحدث رد عسكري أمريكي على هجمات الحوثيين على السعودية والإمارات.
- في 28 أبريل 2022 وفي إطار تحرك إنساني قال التحالف الذي تقوده السعودية في اليمن إنه سيطلق سراح 163 سجينا من ميليشيا الحوثي اليمنية المتحالفة مع إيران والتي قاتلت ضد المملكة.
- في 6 مايو 2022 قال التحالف الذي تقوده السعودية في اليمن الجمعة إنه نقل أكثر من 100 سجين محرر إلى اليمن بالتعاون مع اللجنة الدولية للصليب الأحمر .
- في 12 مايو 2022 ذكر ثلاثة مسؤولين أن الحكومة اليمنية وافقت على تمكين حاملي جوازات السفر الصادرة عن الحوثيين من السفر خارج البلاد.
- في 2 يونيو 2022 اتفقت الأطراف المتحاربة في اليمن على تمديد الهدنة التي توسطت فيها الأمم المتحدة لمدة شهرين آخرين بنفس شروط الاتفاق السابق الذي كان من المقرر أن ينتهي في 2 يونيو بحسب مبعوث الأمم المتحدة إلى اليمن.
- في أبريل 2023 أطلقت السعودية سراح أكثر من عشرة محتجزين حوثيين قبل إطلاق سراح أوسع للسجناء وافقت عليه الأطراف المتحاربة. وتوسطت عمان في الاتفاق وسيشمل إطلاق سراح المزيد من السجناء الحوثيين مستقبلاً في محاولة لتطبيع العلاقات السياسية والاقتصادية في المنطقة.

#### الميليشيات العراقية
تم وصف مجموعات عراقية مختلفة العديد منها جزء من قوات الحشد الشعبي بأنها وكلاء لإيران.
خلال التمرد العراقي ساعدت إيران الجماعات الشيعية مثل جيش المهدي بينما ساعد المواطنون السعوديون والحكومة السعودية الميليشيات المناهضة لإيران والميليشيات السنية. دعمت المملكة العربية السعودية الاحتجاجات العراقية 2012-2013 والاحتجاجات العراقية 2019-2021 حيث احتج المتظاهرون ضد رئيسي الوزراء الشيعة نوري المالكي وعادل عبد المهدي على التوالي.
برزت قوات الحشد الشعبي إلى الساحة في عام 2014 عندما تجمعت الجماعات الشيعية معا خلال الحرب بين العراق وتنظيم داعش. هزمت قوات الحشد الشعبي بمساعدة إيران وسوريا وبدعم داخلي من المالكي وحيدر العبادي تنظيم داعش داخليا بحلول ديسمبر 2017 ومع ذلك رفضت نزع سلاحها وشنت هجمات ضد القوات الأمريكية في سوريا والعراق. كما دعمت هذه الجماعات "حركات المقاومة الإسلامية" الأخرى مثل حزب الله وحماس وكتائب المختار وحركة الحوثي والجهاد الإسلامي الفلسطيني وحزب الله الحجاز كجزء من من محور المقاومة . شاركت قوات الحشد الشعبي أيضا في أزمة الخليج العربي 2019-2021 ضد قوة المهام المشتركة – عملية العزم الصلب.

#### الميليشيات البحرينية
دعمت إيران وحلفاؤها مجموعات شيعية متعددة في البحرين. وتشمل هذه الجماعات المعارضة:
- كتائب الأشتر
- كتائب المختار
- كتائب وعد الله
- سرايا ثائر الله
- كتائب المقاومة الشعبية
- ائتلاف شباب 14 فبراير
- مجموعات ثانوية أخرى

هذه المجموعات تقاتل الحكومة البحرينية من أجل الإطاحة بآل خليفة . وتحظى هذه الجماعات بدعم إيران وكتائب حزب الله ماليا وعسكريا ولفظيا وأيديولوجيا. وهذه الجماعات بدورها تدعم إيران ومحور المقاومة في الصراعات في سوريا وفلسطين والعراق. وبشكل استثنائي أصبح ائتلاف شباب 14 فبراير الذي تأسس خلال الانتفاضة البحرينية عام 2011 مجموعة شبه عسكرية خلال التمرد الشيعي.

### الداعمين والوكلاء السعوديين

#### مجلس التعاون الخليجي
مجلس التعاون الخليجي وهو تحالف للدول العربية السنية في منطقة الخليج العربي بما في ذلك المملكة العربية السعودية غالبا ما يوصف بأنه تحالف ترأسه السعودية لمواجهة إيران التي تتعامل مع المصالح الموالية للسعودية في البحرين.

#### البحرين
البحرين حليف رئيسي للمصالح السعودية وعضو رئيسي في مجلس التعاون الخليجي . والبحرين عضو في التحالف السعودي ضد الحوثيين . ومع ذلك فإن سكان البحرين يتراوح عددهم بين 70 و 85٪ شيعة مما أدى إلى احتجاجات كان أبرزها احتجاجات عام 2011 والتي تم قمعها من قبل قوة درع الجزيرة .
اتُهمت إيران بدعم الجماعات المسلحة في التمرد في البحرين وخاصة كتائب الأشتر . كما دعمت إيران سابقا الجبهة الإسلامية لتحرير البحرين في محاولة للإطاحة بالنظام الملكي البحريني على هذا النحو في عام 1981 .
كما وقفت البحرين تاريخيا إلى جانب السعودية حيث أرسلت أسلحة إلى العراق خلال الحرب العراقية الإيرانية وساعدت المعارضة السورية وأرسلت قوات إلى التحالف الذي تقوده المملكة العربية السعودية في اليمن وقطعت العلاقات مع إيران في أعقاب هجوم 2016 على البعثات الدبلوماسية السعودية في إيران وتوقيع اتفاقيات إبراهيم عام 2020 مع إسرائيل.

#### الكويت
تعتبر الكويت حليفا استراتيجيا للمصالح السعودية في منطقة الخليج العربي. شاركت الكويت في الحرب الأهلية اليمنية كجزء من التحالف السعودي إلى جانب دعم المعارضة السورية سابقا .

#### الإمارات العربية المتحدة
تعتبر الإمارات العربية المتحدة والمملكة العربية السعودية حليفتين استراتيجيتين حيث يعتبر كلاهما إيران عدوا مشتركا.
كانت الإمارات العربية المتحدة مساهما رئيسيا في التحالف الذي تقوده المملكة العربية السعودية في اليمن ودعمت الإدارة الذاتية لشمال وشرق سوريا وانضمت إلى المملكة العربية السعودية ومصر لدعم الجيش الوطني الليبي وقائده خليفة حفتر.

#### المتمردين الأكراد
يُزعم أن المملكة العربية السعودية قدمت الدعم للمقاتلين الأكراد داخل الحزب الديمقراطي الكردستاني وحزب الحياة الحرة الكردستاني وحزب الحياة الحرة الكردستاني من خلال قنصليتها في أربيل عاصمة حكومة إقليم كردستان في كردستان العراق . كما دعمت السعودية والإمارات الإدارة الذاتية التي يقودها الأكراد في شمال وشرق سوريا كجزء من قوة المهام المشتركة - عملية العزم الصلب . كما تدعم السعودية كردستان العراق ضد العراق وإيران.

#### ألبانيا
بسبب قرار ألبانيا بالترحيب بمنظمة مجاهدي خلق للجوء إلى البلاد زادت التوترات بين إيران وألبانيا. منذ عام 2018 اتهمت ألبانيا إيران بمطاردة المنشقين الإيرانيين وطردت العديد من الدبلوماسيين الإيرانيين. في يناير 2020 بعد وفاة قاسم سليماني انتقدت الحكومة الإيرانية ألبانيا لاستضافتها أعضاء مجاهدي خلق وزادت إيران من الهجمات الإلكترونية ومطاردة العملاء ضد المنشقين الإيرانيين ضد ألبانيا. وردا على ذلك أعلنت المملكة العربية السعودية دعمها لألبانيا في جهودها ضد إيران.

#### جيش العدل
تتهم السلطات الإيرانية جماعة جيش العدل المتمردة التي تنشط في منطقة سيستان وبلوشستان في إيران بتلقي الدعم السعودي والأمريكي.

#### إسرائيل
صرح رئيس البرلمان الإيراني علي لاريجاني أن المملكة العربية السعودية قدمت معلومات استخباراتية "استراتيجية" لإسرائيل خلال حرب لبنان عام 2006 . في مايو 2018 أيد وزير الدفاع الإسرائيلي أفيغدور ليبرمان إجراء نقاش أكبر بين إسرائيل والمملكة العربية السعودية ودول الخليج العربي قائلا: "لقد حان الوقت لكي يكون للشرق الأوسط ... محور من الدول المعتدلة" معارضا لشبكة الحلفاء والوكلاء الإيرانيين. اعتبارا من عام 2018 وصفت عدة مصادر العلاقات الاستخباراتية المزعومة بين المملكة العربية السعودية وإسرائيل بأنها "تحالف سري" له مصلحة مشتركة لمواجهة إيران في المنطقة. لاحظت صحيفة نيويورك تايمز أن مثل هذا التعاون أصبح أكثر صعوبة بسبب الجدل الدائر حول موقف إسرائيل تجاه الفلسطينيين.
إسرائيل والمملكة العربية السعودية كلاهما جزء من تحالف الشرق الأوسط للدفاع الجوي.

#### الولايات المتحدة
الولايات المتحدة والمملكة العربية السعودية تربطهما علاقة استراتيجية يعود تاريخها إلى عام 1947.
عندما حدثت الثورة الإيرانية بدأ الثوار في دعم الانتفاضات والتمردات الأخرى في جميع أنحاء العالم الإسلامي بما في ذلك البحرين والمملكة العربية السعودية . استخدمت إيران هذه السياسة لتقويض سيادتها أثناء القتال بالوكالة. أدى هذا إلى لجوء السعودية وحلفاء الخليج العربي الآخرين إلى الولايات المتحدة للحصول على الدعم.
دعمت الولايات المتحدة والمملكة العربية السعودية ودول مجلس التعاون الخليجي العراق بشكل مشترك في عهد صدام حسين خلال الحرب الإيرانية العراقية وهاجمت الولايات المتحدة وإيران بعضهما البعض بشكل مباشر خلال حرب الناقلات .
انفتحت حالة عدم الثقة بين الولايات المتحدة وإيران مرة أخرى خلال حرب العراق حيث اتهمت الولايات المتحدة ودول مجلس التعاون الخليجي إيران بتمويل وعسكرة وكلائها والجماعات الشيعية داخل العراق. حدثت أعلى نقطة من عدم الثقة المتبادلة في عام 2005 بعد تسرب تفاصيل البرنامج النووي الإيراني وفرض العقوبات من قبل الأمم المتحدة. تم فرض العقوبات حتى عام 2015 عندما تم تنفيذ خطة العمل الشاملة المشتركة .
كما تورطت إيران والولايات المتحدة في توترات بسبب الحروب في سوريا وأفغانستان والعراق والنزاعات المحيطة بمضيق هرمز . في نزاع مضيق هرمز 2011-2012 هددت إيران بإغلاق هرمز لكنها اضطرت إلى التراجع بعد أن فرض الاتحاد الأوروبي عقوبات.
كانت الولايات المتحدة وإيران على شفا الحرب خلال أزمة الخليج العربي 2019-2021 عندما اغتالت الولايات المتحدة قاسم سليماني وأبو مهدي المهندس قادة فيلق القدس وقوات الحشد الشعبي على التوالي. كان ذلك بعد الغارات الجوية الأمريكية في ديسمبر 2019 في العراق وسوريا والهجوم على سفارة الولايات المتحدة في بغداد وردت إيران بقصف قاعدة الأسد الجوية في العراق.
تدهورت العلاقات الأمريكية السعودية بسبب الحرب الأهلية اليمنية والحرب الأهلية السورية . وكانت المملكة العربية السعودية تدعم في السابق جبهة النصرة إحدى الجماعات التابعة لتنظيم القاعدة في سوريا. كما تورطت السعودية في جرائم حرب في اليمن بسبب الغارات الجوية المدنية والحصار الإنساني. دعمت الولايات المتحدة الغزو الذي قادته المملكة العربية السعودية حتى عام 2022 عندما ألغى جو بايدن دعمه له وأوقف مبيعات الأسلحة إلى المملكة العربية السعودية والإمارات العربية المتحدة.
ندد وزير الخارجية الأمريكي مايك بومبيو بالهجمات على صناعة النفط السعودية في 14 سبتمبر 2019 ووصفها بأنها "عمل من أعمال الحرب". ودعا الرئيس دونالد ترامب إلى تشديد العقوبات على إيران التي تعارض الضربات. وافق الرئيس ترامب على نشر قوات أمريكية إضافية في المملكة العربية السعودية والإمارات العربية المتحدة في أعقاب الهجوم على منشآت النفط السعودية الذي ألقت الولايات المتحدة باللوم فيه على إيران.

#### الأردن
لقد كان الأردن تاريخيا ضمن الكتلة السعودية على الرغم من منافسته الطفيفة. والعلاقات بين الأردن وإيران متوترة.

### الأطراف الأخرى المعنية

#### تركيا
لطالما اعتبرت تركيا التوسعات الإيرانية بمثابة تهديدات لكنها نظرت أيضا إلى نفوذ المملكة العربية السعودية باستقبال مماثل وتسعى إلى بناء نفسها كبديل بديل لكل من النفوذ السعودي والإيراني إلى حد ما.
ومع ذلك فإن التوسعات العسكرية والسياسية والاقتصادية التركية المتزايدة تسببت في بعض القلق لدى الجانبين السعودي والإيراني. وتعتبر إيران المغامرات العسكرية التركية في سوريا ومواجهتها المتزايدة ضد إيران في بلاد الشام والعراق تحديا ناهيك عن علاقتها الجيدة مع أذربيجان التي تعتبر معادية جدا لإيران. وفي الوقت نفسه بدأت المملكة العربية السعودية أيضا حملة منهجية لإعادة كتابة التاريخ وتحويل الخلافة العثمانية إلى محتل للجزيرة العربية في حين قامت أيضا بتمويل جزئي لمشاريع عملاقة أخرى لمواجهة الوجود التركي المتزايد في قطر والسودان والمغرب العربي والصومال والكويت وعمان.

#### قطر
توترت العلاقات بين قطر والمملكة العربية السعودية منذ بداية الربيع العربي. كانت قطر محورا للجدل في التنافس السعودي الإيراني بسبب قلق المملكة العربية السعودية منذ فترة طويلة بشأن علاقة البلاد مع إيران والجماعات المسلحة المدعومة من إيران.
في يونيو 2017 قطعت المملكة العربية السعودية والإمارات العربية المتحدة والبحرين ومصر وجزر المالديف وموريتانيا والسودان والسنغال وجيبوتي وجزر القمر والأردن والحكومة الليبية في طبرق والحكومة اليمنية بقيادة هادي العلاقات الدبلوماسية مع قطر. وأغلقت أجوائها وطرقها البحرية إضافة إلى إغلاق السعودية المعبر البري الوحيد. وكانت الأسباب المذكورة هي علاقات قطر مع إيران وتغطية قناة الجزيرة لدول مجلس التعاون الخليجي الأخرى ومصر ودعم قطر المزعوم للجماعات الإسلامية . كما تم طرد قطر من التحالف المناهض للحوثيين . وصف وزير الدفاع القطري خالد بن محمد العطية الحصار بأنه إعلان حرب غير دموي وصرح وزير المالية القطري علي شريف العمادي أن قطر غنية بما يكفي لتحمل الحصار. اعتبارا من عام 2020 أبقت المملكة العربية السعودية والإمارات العربية المتحدة والبحرين ومصر على الحصار في حين أعادت جميع الدول الأخرى المذكورة أعلاه بناء علاقاتها مع قطر. وانتهى الحصار في عام 2021 عندما اتفقت الدول الأربع وقطر على إعادة العلاقات.
سعت الكتلة إلى ضمان أن تصطف قطر في المستقبل في جميع الأمور مع دول الخليج الأخرى وتناقش معها جميع قراراتها وتقدم تقارير منتظمة عن نشاطها (شهريا للسنة الأولى وربع سنويا للسنة الثانية وسنويا للسنوات العشر التالية). كما طالبوا بترحيل جميع اللاجئين السياسيين الذين يعيشون في قطر إلى بلدانهم الأصلية وتجميد أصولهم وتقديم أي معلومات مرغوبة عن إقامتهم وتحركاتهم وأموالهم وسحب جنسيتهم القطرية في حال حصولهم على الجنسية القطرية. كما طالبوا بمنع قطر من منح الجنسية لأي هارب إضافي. وبعد رفض قطر لهذه المطالب أعلنت الدول المعنية أن الحصار سيظل قائما حتى تغير قطر سياساتها. في 24 أغسطس 2017 أعلنت قطر أنها ستعيد العلاقات الدبلوماسية الكاملة مع إيران.
استعادت المملكة العربية السعودية مع الإمارات العربية المتحدة ومصر والبحرين العلاقات الثنائية مع قطر في 5 يناير 2021. وتم قطع العلاقات الدبلوماسية والتجارية وفُرض الحظر البري والبحري والجوي على قطر في يونيو 2017.
قطر لديها أيضا تاريخ في تمويل حركة الحوثي والإخوان المسلمين وحزب الله وكتائب الأشتر والقاعدة .

#### روسيا
لقد كانت روسيا متحالفة مع إيران وسوريا منذ سنوات. وتدخلت في سوريا لتقديم الدعم لحكومة الأسد واستهداف الجماعات المتمردة وعملت مع إيران واستخدمت القواعد الجوية الإيرانية لشن ضربات جوية. كما انضمت إلى إيران والعراق وسوريا في تشكيل تحالف مشترك لتبادل المعلومات الاستخبارية كجزء من الحرب ضد داعش . تزامن التحالف مع التحالف الذي تقوده الولايات المتحدة والذي تم إنشاؤه قبل عام لمحاربة داعش. واعتبرت الأعمال العسكرية المتنافسة جزءا من صراع أكبر بالوكالة بين الولايات المتحدة وروسيا. ومع ذلك أصبحت علاقة روسيا مع المملكة العربية السعودية دافئة بشكل متزايد منذ عام 2010 على الرغم من الاختلافات العديدة وبالتالي أثرت في بعض الأحيان على موقف إيران من العلاقات مع روسيا.
في الماضي دعمت المملكة العربية السعودية المقاتلين الشيشان والداغستانيين وكذلك المجاهدين العرب في شمال القوقاز خلال الحربين الأهلية الشيشانية الأولى والثانية في التسعينيات والتي قاتلت فيها روسيا ضدهم. لكن في السنوات الأخيرة حولت السعودية دبلوماسيتها لتصبح أكثر ودا تجاه روسيا حيث أصبح الملك سلمان أول رئيس سعودي يزور روسيا مما يبشر بتغيير سياسي محتمل. منذ ذلك الحين بدأت السعودية وروسيا بدعم بعضهما البعض في صراعات مختلفة في سوريا وليبيا حيث دعمت السعودية التدخل الروسي في سوريا بينما دعمت روسيا والسعودية معا قوات خليفة حفتر في ليبيا. بالإضافة إلى ذلك أصبحت المملكة العربية السعودية وروسيا أيضا أكثر عداء للطموحات الإيرانية في الشرق الأوسط كما كشف تعاونهما السري إلى جانب إسرائيل والأردن ضد إيران.
وبالمثل منذ أواخر عام 2010 ظهرت علامات الاحتكاك الإيراني الروسي في أعقاب محاولة إيران تحويل بشار الأسد للتوافق مع الأيديولوجية الإسلامية للنظام الإيراني التي تعارض رغبة روسيا في إقامة دولة علمانية. كما أصبح موقف روسيا تجاه إيران أكثر سلبية بسبب الرغبة الإيرانية في السيطرة على الشرق الأوسط مما أدى إلى تزايد التعاون مع المملكة العربية السعودية.

#### سلطنة عمان
عمان عضو في مجلس التعاون الخليجي وبالتالي تحافظ على علاقة وثيقة مع المملكة العربية السعودية. ومع ذلك وعلى عكس غالبية دول مجلس التعاون الخليجي لا تعتبر عمان إيران تهديدا. لقد روجت عمان لنفسها منذ فترة طويلة باعتبارها قوة الاستقرار الرئيسية وسط الصراع الإيراني السعودي المكثف وغالبا ما تفضل الحل الدبلوماسي لإنهاء الحروب بالوكالة. ومع ذلك دعم الحوثيين وتهريب الأسلحة الإيرانية.

#### باكستان
تعد باكستان شريكا رئيسيا للمملكة العربية السعودية ولكنها أيضا جارة لإيران وتتقاسم العلاقات التاريخية أيضا. قبل عام 1979 شكلت الدول الثلاث علاقة معتدلة وتصرفت كدول إسلامية مسؤولة. ومع ذلك منذ عام 1979 سقطت باكستان في نزاع طائفي بسبب المحاولات المتزايدة من قبل إيران والمملكة العربية السعودية لنشر النفوذ في البلاد مع وجود توازن في باكستان بين المسلمين السنة والشيعة.
كانت علاقات باكستان مع المملكة العربية السعودية قوية تاريخيا وكثيرا ما كانت باكستان تخشى أن تحاول إيران تجنيد عدد كبير من سكانها الشيعة للعمل في مغامرات إيران العسكرية وذلك بسبب العدد المتزايد من الشيعة المختفين في باكستان. يشوب ارتباطها بإيران أيضا عدد من المشاكل المتعلقة ليس فقط بقضية الشيعة ولكن أيضا بسبب الصراع في أفغانستان حيث قاتل الوكلاء المدعومين من إيران ضد باكستان وحليفتها طالبان مما أدى إلى تعزيز علاقات باكستان مع المملكة العربية السعودية. إلا أن باكستان امتنعت عن انتقاد إيران بل تسعى إلى الحفاظ على العلاقات نظرا لعلاقتها التاريخية الطويلة مع إيران. وقد دعمت باكستان إيران في جهودها للحفاظ على أمن الحدود في منطقة بلوشستان المضطربة وتعاونت ضد السوفييت في الثمانينيات.
تفضل باكستان البقاء على الحياد في التنافس السعودي الإيراني. وظلت محايدة خلال الأزمة القطرية الخليجية عام 2017 . في عام 2019 قال رئيس الوزراء الباكستاني عمران خان خلال زيارة إلى طهران إنه يحاول تعزيز المحادثات بين إيران والمملكة العربية السعودية لنزع فتيل التوتر بين البلدين.

## التورط في الصراعات الإقليمية

### الحرب الأهلية السورية
كانت سوريا مسرحا رئيسيا في الصراع بالوكالة طوال حربها الأهلية المستمرة التي بدأت في عام 2011. وقد قدمت إيران ودول مجلس التعاون الخليجي درجات متفاوتة من الدعم العسكري والمالي للأطراف المتعارضة مع دعم إيران للحكومة والمملكة العربية السعودية دعم المتمردين المسلحين. فسورية جزء مهم من مجال النفوذ الإيراني وكانت الحكومة في عهد بشار الأسد منذ فترة طويلة حليفا رئيسيا لها. خلال المراحل الأولى من الربيع العربي أعرب المرشد الأعلى خامنئي في البداية عن دعمه للثورات في تونس ومصر ووصفها بأنها "صحوة إسلامية" أقرب إلى ثورتها في عام 1979. وعندما اندلعت الاحتجاجات في سوريا غيرت إيران موقفها وأدانتها وقارنت الانتفاضة باحتجاجات الانتخابات الرئاسية في عام 2009 واتهمت الولايات المتحدة وإسرائيل بالوقوف وراء الاضطرابات.
تهدد الحرب موقف إيران وانحازت المملكة العربية السعودية وحلفاؤها إلى جانب المتمردين السنة جزئيا لإضعاف إيران. لسنوات شاركت القوات الإيرانية على الأرض حيث واجه جنود فيلق الحرس الثوري الإسلامي خسائر فادحة. في عام 2014 ومع عدم وجود نهاية تلوح في الأفق للصراع زادت إيران دعمها البري للجيش السوري حيث قدمت قوات النخبة وجمع المعلومات الاستخبارية والتدريب. وتدعم إيران أيضا مقاتلي حزب الله الموالين للأسد. على الرغم من أن إيران والمملكة العربية السعودية اتفقتا في عام 2015 على المشاركة في محادثات السلام في فيينا بمشاركة وزير الخارجية الأمريكي جون كيري ووزير الخارجية الروسي سيرجي لافروف إلا أن المحادثات فشلت في النهاية.
ردت المملكة العربية السعودية على التدخل الروسي في سوريا من خلال زيادة دعمها للمتمردين وتزويدهم بصواريخ تاو الأمريكية الصنع المضادة للدبابات وهي خطوة أدت إلى إبطاء التقدم الأولي الذي أحرزته القوات الروسية والسورية.

### الحرب الأهلية اليمنية

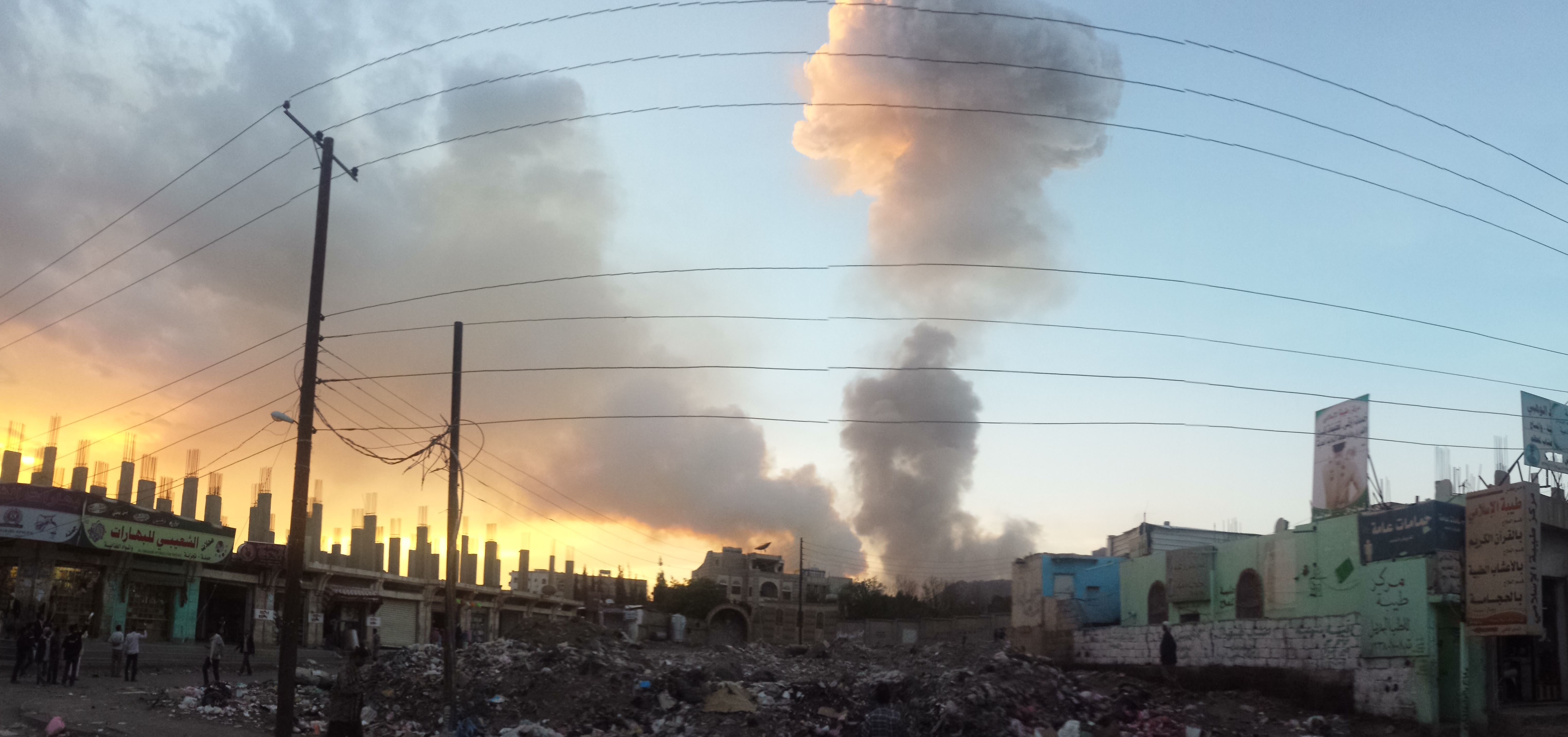
غارة جوية في صنعاء من قبل التحالف الذي تقوده السعودية في 11 مايو 2015.

أطلق على اليمن إحدى الجبهات الرئيسية في الصراع نتيجة للثورة والحرب الأهلية اللاحقة . ظلت اليمن لسنوات ضمن دائرة النفوذ السعودي. وأدى تمرد الحوثيين المستمر منذ عقد من الزمان في اليمن إلى إثارة التوترات مع إيران مع اتهامات بتقديم الدعم السري للمتمردين. زعم تقرير للأمم المتحدة لعام 2015 أن إيران زودت المتمردين الحوثيين بالمال والتدريب وشحنات الأسلحة ابتداء من عام 2009. ومع ذلك كانت درجة الدعم محل نقاش ونفت إيران الاتهامات بالتورط الأكبر. نظرت القيادة السعودية إلى انقلاب 2014-2015 باعتباره تهديدا مباشرا وفرصة لإيران للحصول على موطئ قدم في المنطقة. وفي مارس 2015 تدخل تحالف من الدول العربية بقيادة السعودية بما في ذلك جميع أعضاء مجلس التعاون الخليجي باستثناء عمان وشن غارات جوية وهجوما بريا في البلاد معلنا محافظة صعدة بأكملها هدفا عسكريا وفرض حصارا بحريا.
تدخلت الولايات المتحدة في أكتوبر 2016 بعد إطلاق صواريخ على سفينة حربية أمريكية كانت متواجدة لحماية شحنات النفط على طول الممر البحري الذي يمر عبر مضيق المندب . وألقت الولايات المتحدة باللوم على المتمردين وردت باستهداف مواقع الرادار بضربات صاروخية على طول ساحل البحر الأحمر . وردا على ذلك وصف المتمردون الضربات بأنها دليل على الدعم الأمريكي للحملة السعودية.

### الحرب في العراق
في حين أن غالبية المسلمين في العراق هم من الشيعة فقد حكمت البلاد لعقود من الزمن من قبل حكومات يهيمن عليها السنة في ظل الإمبراطورية العثمانية والهاشميين الذين نصبتهم بريطانيا والبعثيون . في ظل حكم صدام حسين كان العراق معاديا لكل من إيران والمملكة العربية السعودية وكان بمثابة قوة إقليمية موازنة. وتسبب الغزو الذي قادته الولايات المتحدة عام 2003 في حدوث فراغ في السلطة في المنطقة. ومع إزالة النظام البعثي العدائي سعت إيران إلى تشكيل حكومة أكثر ودية يهيمن عليها الشيعة ودعمت الفصائل المتمردة المتعاطفة كجزء من جهدها لتقويض التحالف الذي كانت إيران تخشى أن يؤدي إلى تنصيب حكومة معادية لمصالحها.
ظلت المملكة العربية السعودية أكثر سلبية أثناء احتلال العراق وحرصت على الحفاظ على علاقاتها مع الولايات المتحدة من خلال تجنب أي دعم مباشر للجماعات المتمردة السنية. وقد أيدت الرياض التزام إدارة بوش بالبقاء في البلاد لأنها حدت من نفوذ إيران. المراسيم الصادرة في مايو 2003 عن رئيس سلطة الائتلاف المؤقتة بول بريمر لاستبعاد أعضاء حزب البعث من الحكومة العراقية الجديدة وحل الجيش العراقي قوضت جهود الاحتلال. وقد أدت هذه الأوامر إلى تمكين مختلف الفصائل المتمردة وإضعاف القدرات الوظيفية للحكومة الجديدة مما ترك العراق عرضة لعدم الاستقرار في المستقبل.
بعد انسحاب الولايات المتحدة من العراق في ديسمبر 2011 انجرفت البلاد أكثر إلى دائرة النفوذ الإيراني. هدد عدم الاستقرار الذي نتج عن الحرب الأهلية العراقية وصعود تنظيم داعش وجود النظام العراقي وأدى إلى تدخل إيراني في عام 2014. وحشدت إيران مجموعات الميليشيات الشيعية لوقف التمرد السني المتقدم وفي نهاية المطاف إن عودة ظهور تنظيم داعش في العراق لا تزال أكثر من مجرد احتمال.
تظل الحكومة العراقية متأثرة بشكل خاص بإيران وتتشاور معها في معظم الأمور. اعتبارا من عام 2018 أصبحت إيران الشريك التجاري الأول للعراق حيث يبلغ حجم مبيعاتها السنوية حوالي 12 مليار دولار أمريكي مقارنة بـ 6 مليارات دولار أمريكي في التجارة بين العراق والمملكة العربية السعودية. وبالإضافة إلى تعزيز العلاقات الاقتصادية عززت طهران نفوذها من خلال مساعدة الحكومة العراقية في معركتها ضد المطالبة بالاستقلال في كردستان العراق التي تسكنها أغلبية سنية. استجابت المملكة العربية السعودية من خلال تعزيز علاقاتها مع حكومة إقليم كردستان حيث اعتبرتها عائقا أمام توسع النفوذ الإيراني في المنطقة بينما تبنت أيضا نهج القوة الناعمة لتحسين العلاقات مع الحكومة العراقية.
أشاد عزة إبراهيم الدوري المسؤول البعثي السابق وزعيم الجماعة المتمردة في الجيش النقشبندي مرارا وتكرارا بالجهود السعودية لتقييد النفوذ الإيراني في العراق.
في الآونة الأخيرة طورت المملكة العربية السعودية علاقة وثيقة مع رجل الدين الشيعي مقتدى الصدر زعيم التيار الصدري وميليشيا سرايا السلام فضلا عن كونه منتقدا للتدخل الأمريكي والإيراني.

### الانتفاضة البحرينية

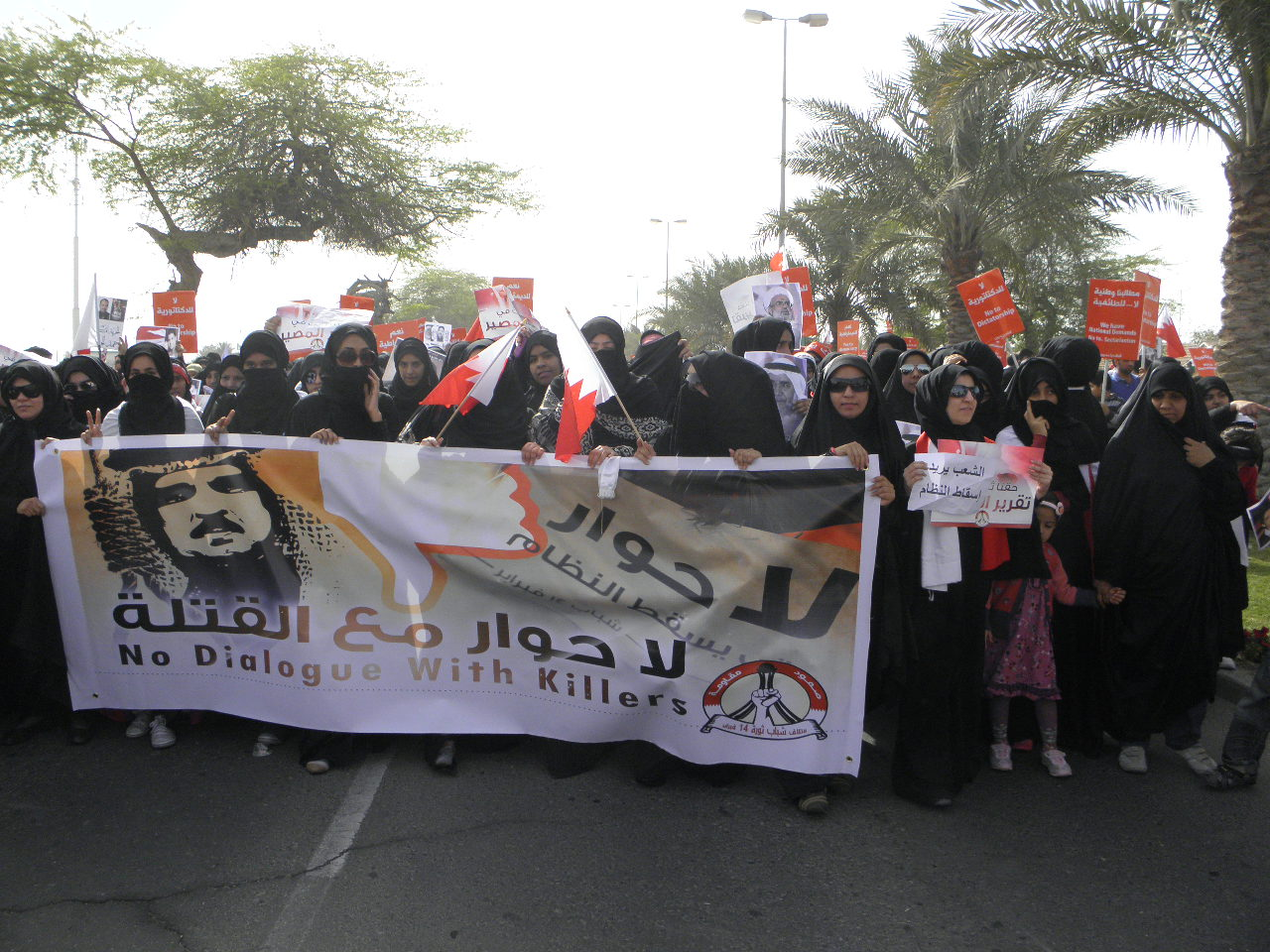
احتجاجات البحرين المناهضة للحكومة في عام 2012.

وسعت السعودية وإيران إلى بسط نفوذهما في البحرين منذ عقود. في حين أن غالبية المسلمين في البحرين هم من الشيعة إلا أن البلاد تحكمها عائلة آل خليفة السنية - التي ينظر إليها على نطاق واسع على أنها تابعة للحكومة السعودية. ادعت إيران السيادة على البحرين حتى عام 1970 عندما تخلى الشاه محمد رضا بهلوي عن مطالباتها بعد المفاوضات مع المملكة المتحدة. أدت الثورة الإيرانية إلى استئناف الاهتمام بالشأن البحريني. في عام 1981 قادت الجبهة الإسلامية لتحرير البحرين محاولة انقلابية فاشلة لتثبيت نظام ثيوقراطي شيعي بقيادة هادي المدرسي . ومنذ ذلك الحين اتهمت الحكومة إيران بدعم مخططات إرهابية داخل حدودها.
لطالما تخشى الدول السنية من أن تثير إيران الاضطرابات بين الأقليات الشيعية في المنطقة وخاصة في البحرين. يعتمد استقرار حكومة البحرين بشكل كبير على الدعم السعودي. ترتبط الجزيرة بالمملكة العربية السعودية عبر جسر الملك فهد الذي يبلغ طوله 25 كيلومترا كما أن قربها من المنطقة الغنية بالنفط في المملكة العربية السعودية والأقلية الشيعية السعودية في المنطقة الشرقية تعتبره الرياض مصدر قلق أمني. وأي مكاسب سياسية للشيعة في البحرين ينظر إليها السعوديون على أنها مكاسب لإيران.
ردا على الربيع العربي في عام 2011 سعت حكومات دول مجلس التعاون الخليجي إلى الحفاظ على قوتها من خلال الإصلاح الاجتماعي والمنح الاقتصادية والقمع العنيف. كما وزعت الدول الأعضاء حصة من ثروتها النفطية المجمعة على البحرين وعمان للحفاظ على الاستقرار. تدخلت قوات مجلس التعاون الخليجي بقيادة السعودية بسرعة لدعم الحكومة البحرينية لإخماد الانتفاضة المناهضة للحكومة في البحرين.
ألقت الحكومة البحرينية اللوم علنا على إيران في الاحتجاجات لكن لجنة مستقلة أنشأها الملك حمد رفضت هذا الادعاء وسلطت بدلا من ذلك الضوء على انتهاكات حقوق الإنسان المرتكبة في حملة القمع. أدت الاحتجاجات إلى جانب الاتفاق النووي الإيراني إلى توتر علاقة البحرين مع الولايات المتحدة. ونتيجة لذلك سعت البحرين إلى إقامة علاقات أوثق مع روسيا لكن هذا كان محدودا بسبب تحالف المملكة العربية السعودية مع الولايات المتحدة.
بعد بداية الشتاء العربي اتهمت البحرين إيران بتدبير عدة حوادث محلية كجزء من حملة لزعزعة استقرار البلاد. ونفت طهران جميع الاتهامات واتهمت حكومة البحرين بإلقاء اللوم في مشاكلها الداخلية على إيران بعد كل حادث. في أغسطس 2015 اعتقلت السلطات في البحرين خمسة مشتبه بهم في تفجير في سترة . وربط المسؤولون الهجمات بالحرس الثوري وحزب الله على الرغم من نفي إيران أي تورط لها. في يناير 2016 انضمت البحرين إلى السعودية في قطع العلاقات الدبلوماسية مع طهران في أعقاب الهجمات على البعثات الدبلوماسية السعودية في إيران. في نوفمبر 2017 وصفت البحرين انفجارا في خط أنابيب النفط الرئيسي بأنه "تخريب إرهابي" مرتبط بإيران مما أثار توبيخا من طهران. كما أشارت المملكة العربية السعودية إلى الحادث على أنه "هجوم على خط الأنابيب".

### السياسة اللبنانية
في عام 2008 اقترحت المملكة العربية السعودية إنشاء قوة عربية مدعومة بقوة جوية وبحرية من الولايات المتحدة وحلف شمال الأطلسي للتدخل في لبنان وتدمير حزب الله المدعوم من إيران وفقا لبرقية دبلوماسية أمريكية مسربة . وبحسب البرقية قالت السعودية إن انتصار حزب الله على حكومة السنيورة "مقترنا بالأفعال الإيرانية في العراق وعلى الجبهة الفلسطينية سيكون بمثابة كارثة للولايات المتحدة والمنطقة بأكملها".
في فبراير 2016 منعت المملكة العربية السعودية مواطنيها من زيارة لبنان وعلقت المساعدات العسكرية بسبب النفوذ الإيراني المحتمل ورفض لبنان إدانة الهجوم على السفارة السعودية. علاوة على ذلك نصحت البحرين والكويت والإمارات العربية المتحدة جميع مواطنيها بعدم السفر إلى لبنان وحثتهم على المغادرة فورا.
استقال رئيس الوزراء اللبناني سعد الحريري في 4 نوفمبر 2017. وكان ينظر إلى الوضع على أنه لعبة قوة من قبل المملكة العربية السعودية لزيادة نفوذها في لبنان وموازنة انتصارات إيران في العراق وسوريا. وفي خطاب متلفز من المملكة العربية السعودية انتقد الحريري حزب الله وألقى باللوم على إيران في التسبب في "الفوضى والدمار" في لبنان. ورد زعيم حزب الله حسن نصر الله باتهام الحريري بالاستقالة بأوامر من الرياض.

### الحرب في أفغانستان
ساهم هذا التنافس في استمرار حالة عدم الاستقرار في أفغانستان . وتشترك أفغانستان في علاقاتها مع إيران من خلال اللغة الفارسية لكنها ذات أهمية استراتيجية بالنسبة للمملكة العربية السعودية. وبعد الحرب الباردة تحولت السياسة السعودية من مكافحة انتشار الشيوعية إلى احتواء النفوذ الإيراني في جنوب ووسط آسيا.
كانت المملكة العربية السعودية واحدة من ثلاث دول اعترفت رسميا بحكومة طالبان السنية في عام 1996 إلى جانب حلفائها باكستان والإمارات العربية المتحدة. خلال الحرب الأهلية الأفغانية دعمت إيران والمملكة العربية السعودية الفصائل المسلحة المعارضة. ساعدت إيران حزب الوحدة الشيعي في حين قدمت المملكة العربية السعودية الدعم المالي للاتحاد الإسلامي الوهابي.
في عام 2001 أفاد غزو أفغانستان والإطاحة بطالبان في أعقاب هجمات 11 سبتمبر إيران التي كانت في السابق على شفا الحرب مع الجماعة. لقد أدى تغيير النظام إلى إزالة التهديد الأساسي الذي كانت تمثله إيران على طول حدودها الشرقية كما عززت الإطاحة بصدام حسين بعد ذلك بعامين موقفها مما سمح لها بإعادة تركيز جهودها على مناطق أخرى وخاصة سوريا واليمن. وفي السنوات التالية سعت إيران إلى توسيع نفوذها في أفغانستان. فقد قدمت دعما محدودا لطالبان كوسيلة محتملة لزيادة النفوذ على الحكومة المركزية الأفغانية وخلق رادع للصراع مع الولايات المتحدة على الرغم من أن الدعم تضاءل وسط رد الفعل العنيف المتزايد في أفغانستان ضد التدخل الإيراني المتصور. كما سعت إيران إلى توسيع نفوذها الناعم من خلال بناء المدارس والمساجد والمراكز الإعلامية الموالية لإيران ومن خلال الحفاظ على علاقات وثيقة مع سكان أفغانستان من الطاجيك والهزارة . في الأصل تدعم إيران الحكومة المركزية ضد طالبان والتي كانت لا تزال تمولها المملكة العربية السعودية في الأشهر التي تلت 11 سبتمبر. ومع ذلك وبسبب الوجود الأمريكي لجأت إيران إلى تمويل حركة طالبان بينما ساعدت المملكة العربية السعودية الحكومة الأفغانية في إعادة الإعمار.

### العنف الطائفي الباكستاني
منذ الثمانينيات كانت باكستان تتعامل مع صراع طائفي متقطع والسكان المسلمون غالبيتهم من السنة مع حوالي 10-15٪ من أتباع الشيعة. تتمتع المملكة العربية السعودية بدعم شعبي قوي من الوسط المحافظ في البلاد واحتلت تمثالا فريدا في مكانة السياسة الخارجية الباكستانية.
تعتمد باكستان اقتصاديا على واردات النفط من المملكة العربية السعودية وهي حليف استراتيجي رئيسي ولكنها تشترك في بعض العلاقات الثقافية التاريخية مع إيران. الموظفون الأجانب تلعب صناعة النفط السعودية من باكستان دورا حاسما في الاستقرار الاقتصادي في باكستان حيث ترسل تحويلات مالية كبيرة إلى الوطن . يأتي المبلغ الأكبر من 1.5 مليون باكستاني يعملون في المملكة العربية السعودية والذين أرسلوا إلى وطنهم حوالي 5.5 مليار دولار أمريكي في شكل تحويلات في عام 2017. هناك أيضا مزاعم عن منح مالية سعودية للمختبرات الوطنية الباكستانية التي قامت ببناء برنامج الأسلحة النووية الباكستاني. كما تنظر الملكية السعودية إلى مقاطعة بلوشستان الباكستانية كوسيلة محتملة لإثارة الاضطرابات العرقية في إيران المجاورة مع إقليمي سيستان وبلوشستان التابعين لها.
في فبراير 2018 انضمت المملكة العربية السعودية نيابة عن مجلس التعاون الخليجي إلى الصين وتركيا في معارضة المبادرة التي تقودها الولايات المتحدة لوضع باكستان على قائمة المراقبة الدولية لتمويل الإرهاب من خلال فرقة العمل المعنية بالإجراءات المالية . وجاءت هذه الخطوة بعد أيام من قيام رئيس الوزراء عمران خان بنشر ما يقرب من 1000 جندي عسكري في ممالك الخليج العربي فيما وصفها بـ "مهمة استشارية".
في الداخل وجه المشرعون الباكستانيون اتهامات لإيران بالتأثير على الشيعة الباكستانيين للعمل كوكلاء لتعزيز المصالح الإيرانية في باكستان. يشتبه في قيام الحكومة الإيرانية بعسكرة الشيعة بين السكان المحليين في باكستان وترويج المشاعر الطائفية لتحقيق أهدافها. طبقا لتقييمات المخابرات الباكستانية فإن العديد من الشيعة الباكستانيين يشتبه أيضا في سفرهم إلى أجزاء من الشرق الأوسط بما في ذلك سوريا ولبنان للقتال نيابة عن الحكومة الإيرانية.

### الطائفية النيجيرية
تشكل الحركة الإسلامية في نيجيريا وهي منظمة دينية وسياسية شيعية أسسها ويرأسها الشيخ إبراهيم الزكزكي وكيلا آخر في الصراع. وهو يشكل رصيدا آخر يمكن أن يمكن إيران من تعطيل الدول السنية في غرب أفريقيا. ومن ثم فإن السعودية من خلال دعم الحكومة النيجيرية في جهودها القمعية ومن خلال تقديم الدعم للجماعات السنية المنافسة مثل إيزالا وعدم إدانة تصرفات بوكو حرام بشكل جدي تهدف إلى الحد من نفوذها ونموها في المنطقة.

### الصراع الإسرائيلي الفلسطيني
لقد استخدمت كل من إيران والمملكة العربية السعودية أساليب مختلفة لحل الصراع الإسرائيلي الفلسطيني . لقد فضلت إيران نهج المواجهة حيث قامت بتسليح وتمويل وكلاء مثل حماس وحزب الله (ووكلاء أقل مثل الجهاد الإسلامي في فلسطين والجبهة الشعبية لتحرير فلسطين ) في صراعها المستمر بالوكالة مع إسرائيل . وقد اتخذت المملكة العربية السعودية نهجا دبلوماسيا مثل دعم مفاوضات فتح مع إسرائيل ومبادرة السلام العربية التي تم الإعلان عنها في عام 2002 وأعيد إقرارها في عامي 2007 و 2013 للتوصل إلى اتفاق سلام شامل مع إسرائيل. عززت السعودية علاقاتها مع إسرائيل في 2018 عندما صرح ولي العهد محمد بن سلمان أن للإسرائيليين الحق في أرضهم.

### الأزمة الليبية
شنت إيران والمملكة العربية السعودية حربا بالوكالة في ليبيا حيث قدمت المملكة العربية السعودية إلى جانب الإمارات العربية المتحدة ومصر والسودان الدعم للجيش الوطني الليبي وزعيمه خليفة حفتر . وتدعم إيران وقطر وتركيا حكومة الوفاق الوطني والقوى الإسلامية الأخرى في البلاد. وفقا للأمم المتحدة أرسلت إيران أيضا أسلحة إلى حكومة الوفاق الوطني وحلفائها.

## البرامج النووية لإيران والسعودية
على الرغم من توقيع كل من إيران والمملكة العربية السعودية على معاهدة عدم انتشار الأسلحة النووية في عامي 1970 و1988 على التوالي إلا أن سباق التسلح النووي المحتمل كان مصدر قلق لسنوات. تدعي كلتا الحكومتين أن برامجهما مخصصة للأغراض السلمية لكن الحكومات والمنظمات الأجنبية اتهمت كلتا الحكومتين باتخاذ خطوات للحصول على قدرات الأسلحة النووية.
بدأ البرنامج النووي الإيراني المستمر في الخمسينيات من القرن الماضي في عهد الشاه بالتعاون مع الولايات المتحدة كجزء من برنامج الذرة من أجل السلام . استمر التعاون حتى الثورة الإيرانية في عام 1979. تم فرض العقوبات منذ ذلك الحين وتم توسيعها في عام 2006 مع صدور قرار مجلس الأمن التابع للأمم المتحدة رقم 1737 والقرار رقم 1696 ردا على برنامج إيران لتخصيب اليورانيوم.
نظرت المملكة العربية السعودية في عدة خيارات ردا على البرنامج الإيراني: الحصول على قدراتها النووية الخاصة كرادع أو الدخول في تحالف مع قوة نووية موجودة أو السعي إلى التوصل إلى اتفاق إقليمي لمنطقة خالية من الأسلحة النووية . يعتقد أن المملكة العربية السعودية كانت ممولا رئيسيا للبرنامج النووي الباكستاني المتكامل منذ عام 1974 وهو مشروع بدأ في عهد رئيس الوزراء السابق ذو الفقار علي بوتو . في عام 2003 أفادت التقارير أن المملكة العربية السعودية اتخذت "القرار الاستراتيجي" للحصول على أسلحة ذرية "جاهزة للاستخدام" من باكستان وفقا لمسؤولين أمريكيين كبار. في عام 2003 ذكرت صحيفة واشنطن تايمز أن باكستان والمملكة العربية السعودية قد دخلتا في اتفاق سري بشأن التعاون النووي لتزويد السعوديين بتكنولوجيا الأسلحة النووية مقابل حصول باكستان على النفط الرخيص.
بعد عدة سنوات من المفاوضات حول إطار الاتفاق النووي بين إيران ومجموعة 5+1 تم التوقيع على خطة العمل الشاملة المشتركة في عام 2015. وأثارت الصفقة مخاوف المملكة العربية السعودية التي رأت أنها خطوة نحو الحد من العزلة الدولية لإيران وربما تؤدي إلى تفاقم الصراع بالوكالة. لكن الرياض لم تستنكر الصفقة علنا في ذلك الوقت كما فعلت إسرائيل. في عام 2018 صرح ولي العهد محمد بن سلمان أن المملكة العربية السعودية ستتحرك للحصول على أسلحة نووية إذا نجح برنامج إيران. ترأس وفدا إلى الولايات المتحدة للقاء مسؤولي إدارة ترامب لمناقشة المخاوف المتبادلة بما في ذلك الانسحاب الأمريكي المحتمل من الاتفاق النووي الإيراني. في أبريل 2018 ألقى رئيس الوزراء الإسرائيلي بنيامين نتنياهو خطابا متلفزا اتهم فيه إيران بمواصلة مشروع أ.م.أ.د. سرا في انتهاك لخطة العمل الشاملة المشتركة.
أعلن الرئيس ترامب في 8 مايو 2018 أن الولايات المتحدة ستنسحب من خطة العمل الشاملة المشتركة وتعيد فرض العقوبات السابقة على إيران بالإضافة إلى فرض عقوبات جديدة. وتحسبا للقرار صرح الرئيس الإيراني روحاني أن إيران ستبقى في الاتفاق إذا فعلت الأطراف المتبقية الشيء نفسه لكنه كان غامضا فيما يتعلق بكيفية رد البلاد على القرار الأمريكي.

## التقارب الإيراني السعودي

### المفاوضات السابقة
منذ أبريل 2021 استضاف العراق خمس جولات من المحادثات المباشرة بين البلدين والتي قطعت العلاقات الدبلوماسية في عام 2016. وتعثرت الجولة السادسة من المحادثات على المستوى الوزاري ولكن بعد اجتماع في عمان بالأردن في ديسمبر 2022 أعلن حسين الإيراني وأشار حسين أمير عبد اللهيان ووزير الخارجية السعودي الأمير فيصل بن فرحان آل سعود إلى أن البلدين سيكونان "منفتحين على مزيد من الحوار". وعلى الرغم من الخطاب الإيراني المتزايد ضد المملكة العربية السعودية إلا أن السعوديين يدعمون الجهود المبذولة لإحياء الاتفاق النووي الإيراني المتوقف . لكن الوزير السعودي هدد بإبطال المفاوضات والاتفاق التالي إذا حصلت إيران على السلاح النووي. في يناير 2023 أكد وزير الخارجية السعودي آل سعود أثناء حديثه في إحدى جلسات المنتدى الاقتصادي العالمي في دافوس أن "الرياض تحاول إيجاد حوار مع إيران". ورحب بقرار السعودية ودول الخليج العربي الأخرى التركيز على اقتصاداتها "نحو الرخاء المشترك".

### مارس 2023 استعادة العلاقات
أعلن البلدان استئناف العلاقات في 10 مارس 2023 بعد اتفاق توسطت فيه الصين. وقع الاتفاقية أمين المجلس الأعلى للأمن القومي الإيراني علي شمخاني ومستشار الأمن القومي السعودي مساعد العيبان . أعلن بيان مشترك أن سفارتيهما سيعاد فتحهما خلال شهرين. رحب الأمين العام للأمم المتحدة وحزب الله وعمان والإمارات العربية المتحدة ومصر وباكستان وإندونيسيا وماليزيا بإعادة التقارب بينما انتقدها رئيسا وزراء إسرائيليان سابقان.
بموجب الاتفاق ستعيد الدول الاتفاقيات المتعلقة بالأمن والتجارة والثقافة. وبموجب الاتفاقية اتفقت الدولتان على احترام سيادة الدولة الأخرى وعدم التدخل في الشؤون الداخلية للأخرى. تم إبرام اتفاق التقارب بعد عرض علي خامنئي بإنهاء الدعم العسكري الإيراني للمسلحين الحوثيين في اليمن والالتزام بحظر الأسلحة الذي تفرضه الأمم المتحدة وهو اتفاق يضغط على الحوثيين نحو تسوية تفاوضية مع الحكومة اليمنية . وأشار المسؤولون السعوديون والأمريكيون إلى أن الالتزامات الإيرانية اللاحقة تجاه وقف تصعيد الصراع اليمني كانت بمثابة "اختبار حاسم" لبقاء اتفاق المصالحة الذي توسطت فيه الصين.
في 20 مارس 2023 "رحب" الرئيس الإيراني إبراهيم رئيسي بدعوة من العاهل السعودي الملك سلمان لزيارة المملكة بحسب فرانس 24 . وفي وقت سابق أجرى علي شمخاني كبير المسؤولين الأمنيين الإيرانيين محادثات مع الرئيس الإماراتي محمد بن زايد آل نهيان في أبو ظبي مهدت الطريق لمزيد من الأمن في المنطقة.